# Franziskaner in Deutschland

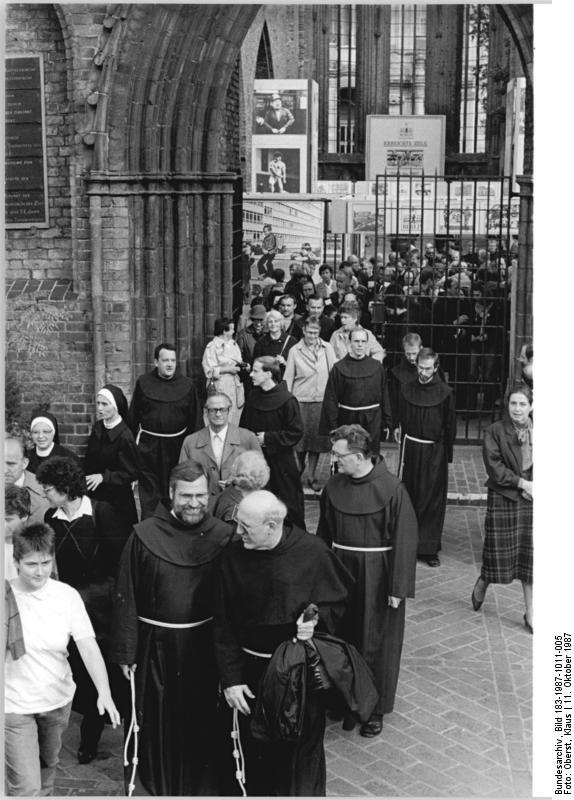
750 Jahre Franziskaner in Berlin (1237–1987) – Gedenkfeier in der Ruine des Grauen Klosters

Die Franziskaner in Deutschland sind seit 800 Jahren ohne Unterbrechung hierzulande ansässig. Zu ihnen gehören heute die 27 Niederlassungen der Provinz Germania sowie mehrere Konvente polnischer, kroatischer und brasilianischer Provinzen des Franziskanerordens. Daneben bestehen die Klöster der Minoriten, der Kapuziner und zahlreicher franziskanischer Frauenorden.
Nach seiner ersten dauerhaften deutschen Klostergründung am 16. Oktober 1221 in Augsburg gewann der Orden des heiligen Franz von Assisi auch im Reich rasch neue Mitglieder. Er breitete sich im 13. Jahrhundert von Süddeutschland bis an die Ostsee aus und unterhielt in den deutschen Ordensprovinzen rund 200 Niederlassungen. Die „Barfüßer“ ließen sich in der Regel in den aufstrebenden Städten nieder und waren wegen ihres strengen Armutsgelübdes und ihrem Bestreben, in der Nachfolge Jesu zu leben, sowohl bei Bürgern als auch bei Bischöfen sehr beliebt. Zu Konflikten kam es mit dem Pfarrklerus, für den sie eine Konkurrenz in seelsorglicher und finanzieller Hinsicht bedeuteten. Die deutschen Provinzen bauten ein eigenes Studiensystem zur Ausbildung des Ordensnachwuchses auf, das auch für Weltpriester offen war; an mehreren Orten, etwa in Magdeburg, Erfurt und Rostock, gingen von solchen Studienhäusern wichtige Impulse für eine theologische Fakultät an der Universität aus.
Die Reformation traf die Franziskaner in einer Phase des inneren Umbruchs infolge des Armutsstreits, der 1517 zur Abspaltung der Konventualen (Minoriten) von den Franziskanern führte. Zahlreiche Klöster wurden aufgehoben, wenn der Landesherr protestantisch wurde. Manche Klöster wurden Zentren des Widerstands gegen die neue Lehre, andere Franziskaner traten zum Protestantismus über und profilierten sich als Prediger oder Theologen.
Im 18. Jahrhundert engagierten sich die Franziskaner im Schulwesen und in der Volksseelsorge. Sie propagierten den Kreuzweg und waren an zahlreichen Wallfahrtsorten präsent. Die Säkularisation zu Beginn des 19. Jahrhunderts bedeutete einen weiteren empfindlichen Einschnitt, dem jedoch ab der Mitte des Jahrhunderts eine Phase des Aufschwungs folgte, nur partiell unterbrochen vom Kulturkampf in Preußen. Seit dem 19. Jahrhundert engagierten sich die deutschen Ordensprovinzen auch in der Missionstätigkeit in verschiedenen Ländern außerhalb Europas.
Etwa seit der Mitte des 20. Jahrhunderts ging, wie auch in anderen Orden, die Zahl der Eintritte kontinuierlich zurück. Dies führte zu einer Überalterung der Ordensgemeinschaft und zur Aufgabe zahlreicher Klöster. Im Jahr 2010 schlossen sich die vier bestehenden Provinzen freiwillig zur Deutschen Franziskanerprovinz zusammen. Einige der aufgegebenen Klöster wurden von ausländischen Ordensprovinzen übernommen.
Im Oktober 2021 veranstaltet die Evangelisch-Lutherische Kirchengemeinde Zu den Barfüßern in Augsburg gemeinsam mit den Franziskanern und anderen Kooperationspartnern eine Jubiläumswoche 800 Jahre franziskanischer Präsenz mit dem Motto „Barfuß im Herzen der Stadt – 800 Jahre Franziskaner und Franziskanerinnen in Augsburg“.

## 13. bis 15. Jahrhundert

### Gründungsphase
Der Franziskanerorden (ordo fratrum minorum, Orden der Minderbrüder, auch Minoriten) wurde durch Franz von Assisi 1209 in Italien gegründet und 1210 von Papst Innozenz III. bestätigt. Die ersten Mitglieder kamen bereits 1217 über die Alpen, wurden aber zurückgewiesen, weil man sie für Ketzer (Katharer) hielt. Weitere Gründe für den Misserfolg sind in ihren mangelnden Sprachkenntnissen und ihrem Verzicht zu sehen, sich gegen Angriffe zu wehren oder Schutz zu suchen. Ein zweiter Anlauf ab 1221 war erfolgreicher, da besser vorbereitet. Leiter der Expedition war Cäsarius von Speyer, ein enger Gefährte von Franziskus, der mit der deutschen Sprache und Mentalität vertraut war und in Paris theologisch ausgebildet worden war. Die Brüder wurden auf dem großen Mattenkapitel an Pfingsten 1221 an der Portiuncula-Kapelle in Assisi auf ausdrücklichen Wunsch von Franziskus nach Deutschland ausgesandt; auf den Aufruf des Ordensgründers meldeten sich spontan 90 Brüder, von denen Cäsarius von Speyer ungefähr 12 Kleriker und 13 bis 15 Laien auswählte. Sie kamen am 16. Oktober 1221 in Augsburg an und hielten dort unter Leitung des Cäsarius eine erste Ordensversammlung ab. Von den Bewohnern wurden sie freundlich empfangen. Sie teilten sich auf und reisten von Augsburg in verschiedene deutsche Städte weiter. Zahlreiche junge Männer schlossen sich ihnen an. 1222 ernannte Franz von Assisi Cäsarius zum ersten Provinzialminister der zu gründenden Ordensprovinz.

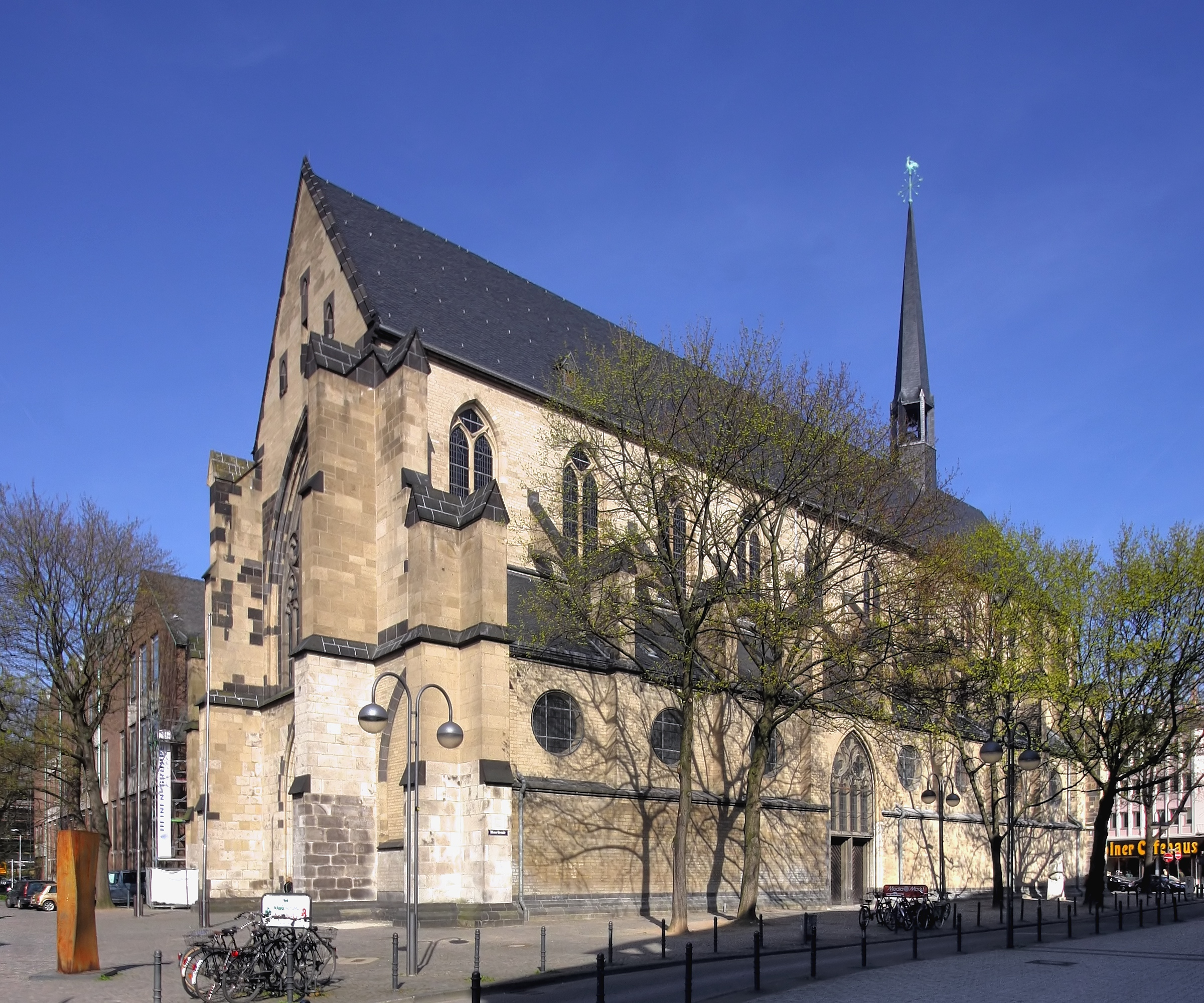
Die 1245–1260 entstandene Minoritenkirche in Köln

Die Franziskaner bevorzugten Bischofsstädte und ordneten sich dem dortigen Klerus wie auch den weltlichen Autoritäten unter, bei Wahrung ihrer Eigenständigkeit. Die zu der Zeit in großer Zahl entstehenden und expandierenden Städte waren offen für die Zuwanderung armer, aber arbeitsfähiger Menschen; Geld- und Marktwirtschaft sowie bürgerliche Autonomiebestrebungen führten zu sozialen Spannungen. In dieser Situation bot die Lebensweise der neuen, päpstlich anerkannten Wanderprediger ohne „Klaustrum“, also ohne fest umgrenzten Klosterbezirk, offenbar überzeugende soziale und religiöse Lösungen. Der Ordenshistoriker Johannes Schlageter OFM sieht in der Weigerung der Franziskaner, Besitz und Macht über andere und sozialen Aufstieg anzustreben, Ursachen für ihre schnelle Verbreitung und große Popularität. Dazu trug auch ihre Zuwendung zu den Armen und Ausgegrenzten bei. In Speyer beispielsweise wohnten sie nach Angabe des Chronisten Jordan von Giano „außerhalb der Mauern bei den Aussätzigen“. Die Minderbrüder stellten, so Schlageter, eine „vom Evangelium Jesu Christi her gelebte Alternative zur herrschenden Wirtschaft und Gesellschaft, ja zur damals herrschenden Mentalität, Kultur und Religiösität“ dar und waren deshalb erfolgreich. Von Vorteil für ihre Expansion bis zur ersten Hälfte des 14. Jahrhunderts war, dass die Franziskaner an vielen Orten von den Fürsten und Stadtoberen gefördert und zur Klostergründung ermuntert wurden. In Bayern standen die Franziskaner in der Gunst des Adelsgeschlechts der Wittelsbacher.

Die Ausbreitung des Ordens in Deutschland in den 1220er-Jahren

Nach Trient, Bozen und Brixen, Augsburg, Würzburg, Regensburg, Salzburg, Mainz, Worms, Speyer und Straßburg kamen sie schon 1222 bis nach Köln, das dann zum Zentrum der ursprünglich einzigen deutschen Provinz Teutonia wurde. Das erste Provinzkapitel der Provinz fand im Frühjahr 1222 in Worms statt. Hildesheim, Braunschweig, Halberstadt, Goslar und Magdeburg wurden 1223 erreicht, 1224 Erfurt, Bremen und Lübeck 1225 und Hamburg 1230. Binnen eines Jahrzehnts waren die Ordensleute in den wichtigsten Regionen des Reiches bis zur Ostsee präsent. Kurz nach 1230 wurde eine Niederlassung in Riga gegründet. Östlich der Elbe waren die Klostergründungen ein Faktor in der deutschen Ostsiedlung und der Festigung des Christentums oder sogar der Christianisierung.

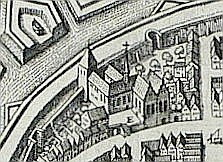
Das Franziskanerkloster Greifswald, am Rand der Innenstadt an der Stadtmauer (idealisierte Darstellung von Caspar Merian, 1652)

Bei ihrer Ankunft in Deutschland war bei den Minderbrüdern bereits die Lebensweise in Häusern üblich, die sich jedoch von traditionellen monastischen Klosterbauten unterschieden und im Eigentum der bisherigen Besitzer blieben. Es waren eher mobile Stützpunkte für die Predigt als feste Klöster in klassischer Art. Die Brüder zogen in kleinen Gruppen vom Alpenraum aus langsam nordwärts. In zahlreichen mittelalterlichen Städten kamen sie zunächst provisorisch und primitiv unter, in verlassenen Klöstern anderer Orden oder in ärmlichen Räumlichkeiten, die ihnen nicht gehörten. Häufig wurde ihnen eine Kirche überlassen. Von dort aus begannen sie mit ihrer apostolischen Tätigkeit. Dann erhielten sie Bauplätze, typischerweise am Rand der Altstadt in unmittelbarer Nähe zur Stadtmauer und zu einem Stadttor, und sie begannen, eine feste Niederlassung mit einem Konventsgebäude zu gründen; meist wurde dann auch eine eigene Kirche gebaut, vielfach im Bettelordensstil. Der Idealplan einer solchen Kirche, wie sie der Orden bereits im 13. Jahrhundert festgelegt hatte, sah ein fast schmuckloses dreischiffiges Gebäude von mäßiger Höhe vor, ohne Querhaus und Westwerk, mit einem nur um wenige Stufen erhöhten, langgestreckten, einschiffigen Chorraum, mit einer flachen Decke statt Gewölbe im Inneren und einem Dachreiter. Als Bauform entstanden sowohl Hallenkirchen wie auch Basiliken mit niedrigen Seitenschiffen.  Der Kunsthistoriker Matthias Untermann charakterisiert sie als „Kastenräume“ von provokativer Schlichtheit, Jens Reiche spricht von „einem Gestus bewusster, zur Schau gestellter Armut“.

### Konsolidierung

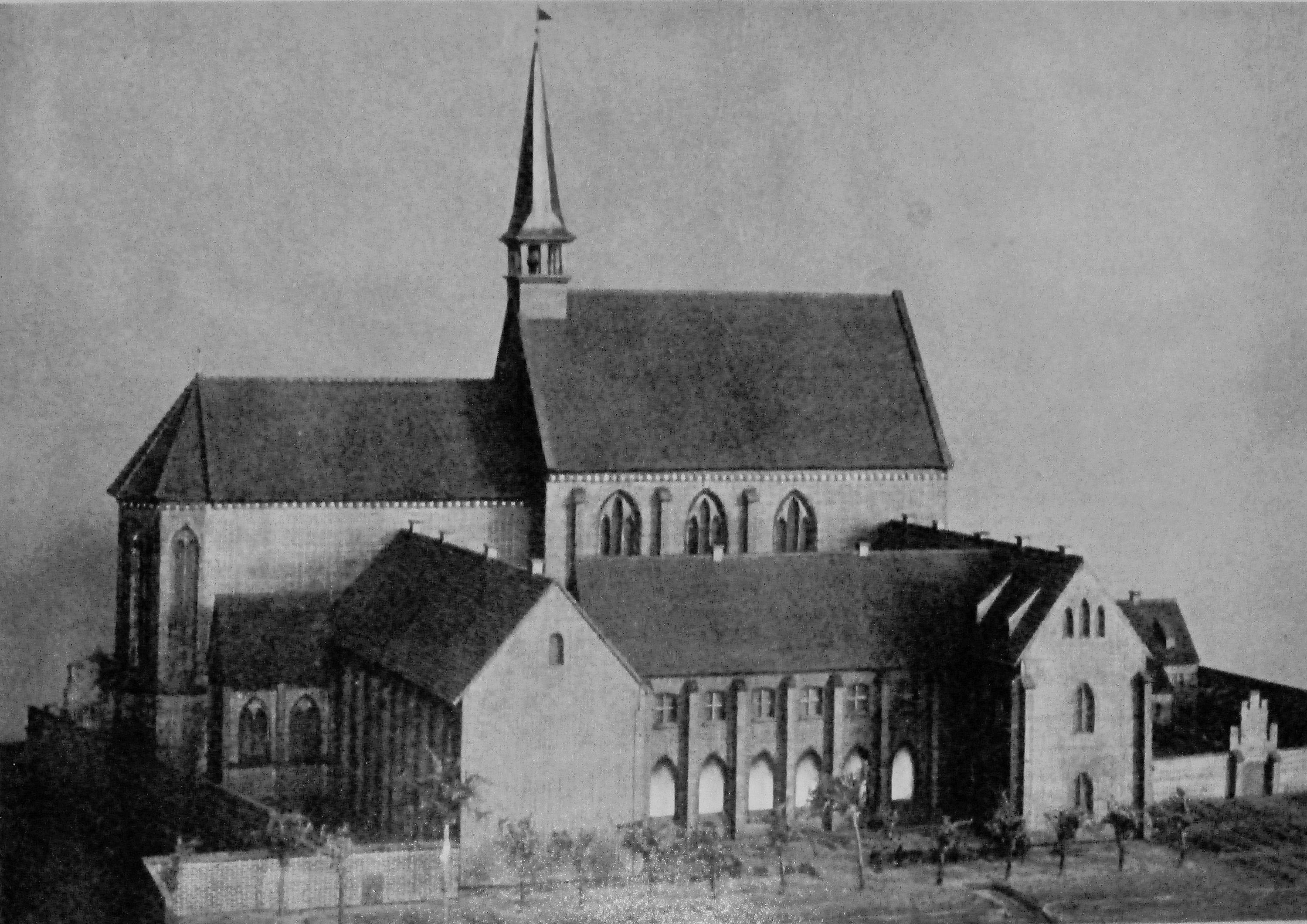
Katharinenkloster mit Kirche in Rostock (Rekonstruktion)

Die franziskanische Bewegung entfaltete sich auch in Deutschland mit erstaunlicher Schnelligkeit – wenn auch nicht ohne einzelne örtliche Misserfolge. Für das Ende des 13. Jahrhunderts sind rund 200 Konvente im deutschsprachigen Raum bezeugt. 1223 wurde die Provinz Teutonia in vier Kustodien gegliedert: Franken, Elsass, Rhein und Sachsen. Der Zuschnitt dieser Untergliederungen orientierte sich nicht an Kirchenprovinzen und Bistumsgrenzen. 1230 schon wurde die Teutonia in eine rheinische (Provincia Rheni) und eine sächsische Provinz (Provincia Saxonia) geteilt. Als gegenseitige Grenze galt die Weser. Eine weitere Neuumschreibung der deutschen Provinzen erbrachte nach 1239 die Teilung der rheinischen in die Oberdeutsche Provincia Argentina (Straßburg) und die Niederdeutsche Provincia Colonia, von der sächsischen Provinz wurden die Provinzen Dacia (Dänemark) und Bohemia (Böhmen) abgetrennt. Bereits im 13. Jahrhundert entstanden Konflikte um die Provinzzugehörigkeit der Konvente im Grenzgebiet zwischen Schlesien, Polen (Piasten) und Böhmen (Přemysliden), die vor allem die Kustodien Goldberg, Breslau und teilweise auch Preußen der Saxonia betrafen und das ganze Mittelalter hindurch nicht wirklich gelöst werden konnten.
Bis zum Beginn des 15. Jahrhunderts bestanden somit in Deutschland drei große Ordensprovinzen:
- die Argentina, Straßburger oder Oberdeutsche Provinz mit den Kustodien Bayern, Basel, Elsaß, Bodensee, Rhein und Schwaben; die Provinz reichte im Norden bis zur Pfalz, nach Frankfurt am Main und Würzburg, die Kustodie Bodensee umfasste die Konvente in der deutschsprachigen Schweiz, während die in der Süd- und Westschweiz zur italienischen Mailänder Provinz bzw. zur französischen Provinz Burgund gehörten;
- die Colonia, Kölnische oder Niederdeutsche Provinz mit den Kustodien Köln, Trier, Hessen, Westfalen, Holland, Deventer und Brabant;
- die Saxonia, Sächsische Provinz östlich der Weser bis nach Riga im Nordosten und Eger im Südosten mit den Kustodien Brandenburg, Bremen, Breslau, Goldberg in Niederschlesien, Halberstadt, Leipzig, Lübeck, Magdeburg, Meißen, Preußen, Stettin und Thüringen; Schleswig und Holstein gehörten zur Provincia Dacia.

Zusammen mit den Provinzen Nordeuropas bildeten sie im Orden die  deutsch-belgische Nation unter Leitung eines Generalkommissars, zu der auch die schottische, dänische (Dacia), englische, irische, niederländische und belgische Provinz sowie zwei flandrische Provinzen gehörten.
Die Provinziale der deutschen Provinzen waren in der Anfangszeit nur ausnahmsweise Deutsche; zu Leitern der Provinzen ernannten die Generalminister, später das Generalkapitel besonders fähige Brüder ohne Rücksicht auf deren nationale Herkunft. Provinzial der Teutonia war von 1223 bis 1227 der Italiener Albert von Pisa, später auch Provinzial u. a. in Ungarn, Bologna und England und ab 1239 Generalminister des Ordens; sein Nachfolger war Johannes de Plano Carpini. Im Gegensatz zu den traditionellen Mönchsorden unterlagen die Franziskaner nicht der stabilitas loci, so dass die Brüder von den Oberen von Konvent zu Konvent versetzt werden konnten, auch über Provinzgrenzen hinweg.
Die Kleidung der Franziskaner „sollte billig und schlicht sein. Sie bestand aus einem locker fallenden, groben braunen Wollgewand mit Kapuze, einem zweiten, kapuzenlosen Gewand sowie Hosen und Gürtelstrick“. Sie erwarben ihren Lebensunterhalt durch Ausübung eines gelernten Handwerks gegen Unterkunft und Nahrungsmittel; falls das nicht ausreichte, sollten die Brüder betteln, was damals nicht kriminalisiert war, sondern eine durchaus gängige Art des Broterwerbs darstellte. Der Zusammenhalt der Ordensmitglieder wurde durch die Gehorssamsstruktur gegenüber den Ordensoberen sowie durch regelmäßige Zusammenkünfte aller auf den sogenannten „Kapiteln“ gewährleistet. Zu einem Konvent gehörten, wie auch bei anderen Bettelorden, eine oder mehrere Termineien im Umland des Klosters, Stützpunkte für die Sammlung von Almosen und die Seelsorge. Dadurch konnten die Franziskaner eine gewisse Breitenwirkung ihrer Tätigkeit und eine Verankerung auch in der Landbevölkerung erreichen.

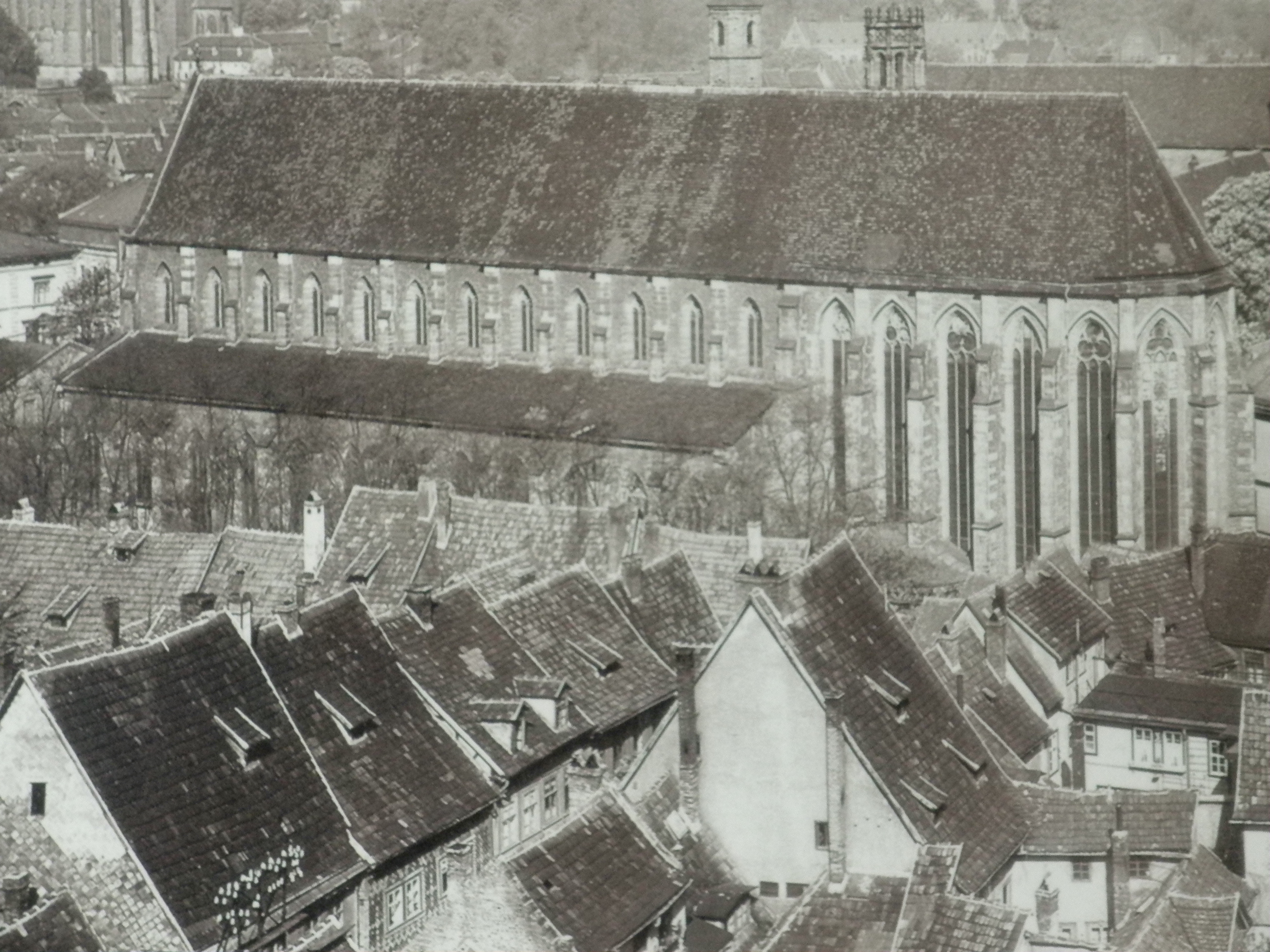
Die Erfurter Klosterkirche und benachbarte Wohnbebauung vor der Zerstörung 1944

Frühzeitig begann nach dem Vorbild des Dominikanerordens der Aufbau eines eigenen Studiensystems zur fundierten Aus- und Weiterbildung für die Klerikerbrüder. Auf Wunsch der Päpste öffneten sich die Studienhäuser auch für Weltpriester und verbesserten deren Bildungsstand. 1228 wurde in Magdeburg ein Studium begründet, das zum Zentrum eines hierarchisch geordneten ordenseigenen Bildungswesens in Sachsen wurde und für den Orden wie für Wissen und Bildung des Spätmittelalters bedeutsam war. Ab 1395 war das Ordensstudium in Erfurt, das in dem Jahr in die Universität Erfurt inkorporiert wurde, das „studium generale“ der Sächsischen Provinz. Für die Colonia war das Studienhaus der Provinz in Köln bedeutsam, für die Argentina das in Straßburg. Neben den theologischen Studien fanden in jeder Provinz in mehreren Konventen die propädeutischen Studien der Artes liberales statt; diese Artes-Lehranstalten waren auch beim Säkularklerus beliebt. Im 15. Jahrhundert wurden die leitenden Positionen in Provinz und Konvent von akademisch gebildeten Franziskanern besetzt, die sowohl als Dozenten als auch als Ordensobere Erfahrungen besaßen. Neben den Oberen der einzelnen Klöster nahmen auch die Lektoren an den Provinzkapiteln teil. Die Päpste betrieben, so Dieter Berg, „durch die zunehmende Übertragung von Predigt- und Seelsorgeaufgaben an den Orden“ eine „weitgehende Klerikalisierung der Franziskanergemeinschaft“.
Es ist nicht zu übersehen, dass sich die „kritische Alternative“ des Anfangs der Minderbrüder in Deutschland durch Verbürgerlichung, die von Rom gewünschte Intellektualisierung und Klerikalisierung veränderte. Es traten schwerpunktmäßig nicht Angehörige der Unterschicht in den Orden ein, sondern die Söhne wohlsituierter Bürger. Daraus resultierte die Förderung, die die Franziskaner von Bischöfen, Adligen und dem Bürgertum genossen. „Aus zeitweiligen Ansiedlungen [wurden] nun auf innerstädtische Seelsorge und Gottesdienstangebote ausgelegte und dauerhaft etablierte Franziskanerklöster, orientiert an monastischen Abteien und Kanonikerstiften.“ Für die erfolgreiche Predigt- und Seelsorgetätigkeit brauchte man große Kirchen, die auch vielerorts gebaut wurden, unterstützt von den Gönnern des Ordens. Es entwickelte sich der Typus der Bettelordenskirche, die nach den Ordensstatuten baulich zwar wenig aufwändig zu sein hatten – mit einem kleinen Dachreiter statt eines turmbewehrten Westwerks, mit einer offenen Halle anstelle hierarchisch gegliederter Kirchenschiffe –, aber dennoch mancherorts eine kostspielige Ausstattung erhielten. Adlige und Bürger wählten die Klosterkirchen als Grablege, Zünfte stifteten Altäre und Anniversarien, woraus den Klöstern regelmäßige Einkommen erwuchsen. Bereits 1231 kritisierte in Eisenach die den Franziskanern sehr nahe stehende Landgräfin Elisabeth von Thüringen diese Entwicklung. Das Papsttum unterstützte jedoch zunehmend eine Erleichterung der Armutspraxis durch Privilegien und Verfügungen. Papst Innozenz IV. (1247) und vollends dann Papst Nikolaus III. (Bulle Exiit qui seminat, 1279) erlaubten es, für die Klöster Prokuratoren zu beauftragen, die als Eigentümer der den Franziskanern gemachten Stiftungen sowie Schenkungen von Geld und Immobilien auftraten, während der Nießbrauch dieser Güter den Brüdern zugutekam. Dies führte einerseits zu einer großen Nähe der Franziskaner zur bürgerlichen Führungsschicht der Städte, aus der die Prokuratoren meist stammten, andererseits zum Konflikt mit dem Diözesanklerus, der seine wirtschaftliche Existenzgrundlage und seinen seelsorgerlichen Erfolg durch die Bettelorden gefährdet sah, zumal die Franziskaner und auch die Dominikaner päpstliche Privilegien wie Predigterlaubnis, Beicht- und Begräbnisrecht in ihren Klosterkirchen genossen. Nach einigen Konflikten zwischen den Mendikanten und den Weltpriestern – besonders heftig beispielsweise ab 1277 in Lübeck – erlaubte Papst Bonifaz VIII. 1300 in der Bulle Super cathedram den Mendikanten das Predigen in ihren Kirchen und auf freien Plätzen außer zu den Zeiten, in denen der ranghöchste Geistliche des Ortes predigte; für die Predigt in Pfarrkirchen war die Erlaubnis des Pfarrers erforderlich.
Schließlich entwickelte sich innerhalb des Ordens eine Entfremdung zwischen der größeren Gruppe der Brüder, die diese Erleichterungen der Armutspraxis in Anspruch nahmen, und den Brüdern und Konventen der „strengen Observanz“, die auf der radikalen Einhaltung des Armutsgelübdes beharrten. Daraus entstand der Armutsstreit, der letztlich 1517 zur Spaltung des Ordens in Observanten und Konventualen führte.
Um die Mitte des 14. Jahrhunderts litt die Provinz Saxonia wie auch ihre Nachbarprovinzen Colonia und Argentina stark unter dem Ausbruch der Pest. Nach Schätzungen könnten zwei Drittel der Brüder
der Seuche zum Opfer gefallen sein, in manchen Konventen (Magdeburg, Braunschweig) blieben nur einzelne am Leben. In der Straßburger Provinz überlebten kaum 400 der 1200 Brüder. Die Franziskaner versorgten unter Gefährdung des eigenen Lebens in dieser Notlage die Kranken und standen den Sterbenden bei. Auch im 17. Jahrhundert starben zahlreiche Franziskaner und Kapuziner bei der Pesthilfe; damals entstanden bei den Konventen Pesthäuser, um die Kranken zu isolieren.

### Observanzbewegung und Teilung des Ordens
Ausgehend von Italien entwickelte sich ab dem 14. Jahrhundert im Orden eine observante Reformbewegung, die eine strenge Auslegung der Ordensregeln, insbesondere des Armutsgelübdes, verfolgte. Über Frankreich kam die Bewegung auch nach Deutschland. Das Konzil von Konstanz hatte 1414 in seiner Konstitution Supplicationibus den Brüdern der strengen Observanz (stricta observantia regularis) erlaubt, sich in allen Provinzen des Ordens niederzulassen; ihnen sollten in jeder Provinz zwei Konvente überlassen werden, und sie erhielten das Recht, eigene General- und Provinzvikare oder einen Visitator regiminis im Rang eines Kustos zu wählen, wodurch in den Provinzen eine zweite, eigenständige Verwaltungsebene entstand. Ihnen gegenüber stand die Mehrzahl der Brüder und Konvente, die päpstliche Dispensen vom Armutsgelübde in Anspruch nahmen, durch die Konventen und sogar einzelnen Brüdern der Besitz von Liegenschaften und festen Einkünften durch Stiftungen erlaubt waren. Die Konflikte zwischen den Gruppen verliefen nicht immer reibungslos. 1430 versuchte Papst Martin V. durch die Martinianischen Konstitutionen einen Mittelweg zu eröffnen, den „martinianische“ Konvente als Lebensweise übernehmen konnten, jedoch konnte die Trennung des Ordens dadurch nicht aufgehalten werden. Viele Konvente verweigerten sich der strengen Observanz, so dass diese sich hauptsächlich durch die Neugründung von Klöstern ausbreiten konnte.

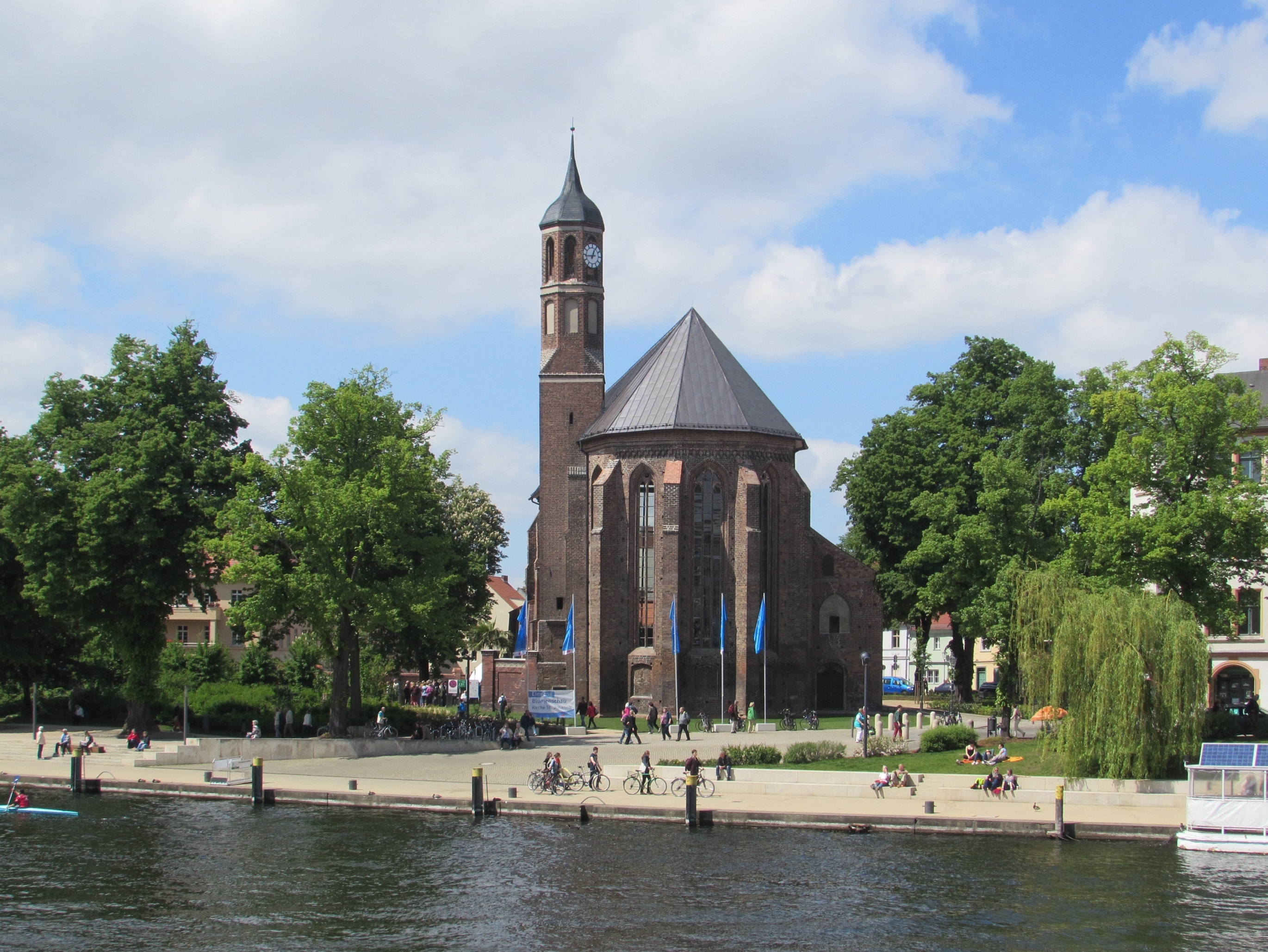
Die Klosterkirche St. Johannis in Brandenburg (2015)

Als erstes Kloster in Deutschland öffnete sich 1426 der Konvent in Heidelberg, der zur Straßburger Provinz gehörte, der Reform. Die Observanten kamen aus der französischen Provinz Turonia (Tours), nachdem sich Mechthild von Savoyen bei ihrem Gemahl, dem Pfalzgrafen Ludwig, für die Reform des Konvents einsetzte und beklagt hatte, die Franziskaner hielten Kriegsspiele ab wie Steine werfen und Seilspringen. In der Sächsischen Provinz war das Kloster in Brandenburg 1428 das erste Kloster, das die Observanz übernahm, in der Kölnischen Provinz das neugegründete Kloster in Gouda 1439. In München setzte Herzog Albrecht IV. der Weise es 1480 durch, dass im Antoniuskloster alle Brüder das Kloster verlassen mussten, weil sie sich weigerten, die Reform anzunehmen; an ihrer Stelle kamen observant lebende Brüder aus anderen Konventen nach München. Dies wurde überall zum üblichen Verfahren: Die einzelnen Brüder konnten sich für oder gegen die Reform entscheiden, und die unterlegene Gruppe hatte den Konvent zu räumen. 1461 waren in der Saxonia nur sieben der rund 80 Konvente zur strengen Observanz übergegangen, die meisten waren martinianisch. Die observanten Brüder gründete deshalb daneben neue Niederlassungen, so 1455 in Hamm und zu Beginn des 16. Jahrhunderts in Bielefeld. Bis 1517 entstanden in der Saxonia 25 neue Observantenklöster, nicht selten ausdrücklich gefördert durch Städte und Fürsten.
Papst Leo X. verfügte in seiner Bulle Ite et vos am 29. Mai 1517 die Teilung des Ordens in Konventualen (heute „Minoriten“ genannt) und Observanten, die das Recht erhielten, den Namen „Minderbrüder“ zu führen. Der in der Tradition der Observanten stehende Ordenszweig wird heute allgemein als „Franziskaner“ bezeichnet.
Aus der großen Straßburger Provinz entstanden eine Konventualen- oder Minoritenprovinz mit 41 Klöstern – die Provincia Argentina Conventualium – und eine Observanten- oder Franziskanerprovinz mit 28 Klöstern – die Provincia Argentina de Observantia –, die 1517 in München zu einem ersten Provinzkapitel zusammenkam und drei Kustodien bildete: eine rheinische, eine schwäbische und eine bayerische.
Die Sächsische Provinz der Observanten wurde 1518 vom Generalkapitel in Lyon geteilt in die Sächsische Provinz vom hl. Kreuz (Saxonia Sanctae Crucis) und die Sächsische Provinz vom hl. Johannes dem Täufer (Saxonia Sancti Johannis Baptistae), und zwar nicht nach geographischen Aspekten, sondern wieder entsprechend einer mehr oder minder strengen Beobachtung der Ordensregel; in der Saxonia Sancti Johannis Baptistae wurden die Franziskaner zusammengeführt, die nach den Martinianischen Statuten lebten, in der Saxonia Sanctae Crucis die Observanten. Die beiden Provinzen überlagerten sich teilweise räumlich. Aus der Provinz vom heiligen Johannes dem Täufer wurde 1521 die Thüringische Franziskanerprovinz (Thuringia, auch Obersächsische Provinz) mit den Kustodien Leipzig, Meißen, Thüringen, Breslau, Goldberg und Preußen abgetrennt, bei der Provinz vom hl. Johannes dem Täufer (Niedersächsische Provinz) verblieben die Kustodien Brandenburg, Magdeburg, Halberstadt, Lübeck, Stettin und Bremen. Beide Provinzen vom hl. Johannes gingen infolge der Klosterschließungen durch die Reformation und die Bauernkriege bereits bis zur Mitte des 16. Jahrhunderts unter, und es ist nicht mehr zu klären, inwieweit die Teilung dieser Provinzen tatsächlich schon umgesetzt worden war.
Die Observanten bemühten sich in der Folge um eine Erneuerung ihres spirituellen Lebens. Sie förderten eine gute wissenschaftliche Ausbildung; regelmäßig wurden Brüder zum Studium an die franziskanischen Generalstudienhäuser in Paris, Bologna und Rom geschickt. Bei Bau und Ausstattung der Klöster und Kirchen achtete man auf Einfachheit, beim Almosensammeln war man maßvoll, Geld wurde nicht angenommen, und bei der Auswahl der Oberen kamen in den Provinzen würdige Brüder in Betracht.

## Die Observanten von der Reformation bis zur Säkularisation

### Auswirkungen der Reformation
Die Entwicklung der Konvente zur Zeit der Reformation und die Umstände ihrer in manchen Regionen fast ausnahmslosen Auflösung waren uneinheitlich und meist abhängig davon, ob die Landesherren protestantisch wurden. Zahlreiche Franziskaner wandten sich mit Predigten, Schriften und Eingaben gegen die Einführung der Reformation, die Ordensleitung rief zum Kampf gegen die neue Lehre auf. Der Generalminister Franziskus Lichetti ließ 1520 bei einer Visitationsreise in der Kölnischen Provinz die Schriften Martin Luthers verbrennen. Das Generalkapitel forderte 1521 zu intensivem Gebet auf und ernannte 1523 zwei Inquisitoren für die deutschen Provinzen, die zur Reformation übergetretene Brüder bestrafen und im Glauben zweifelnde stärken sollten. Es kam auch zu Disputationen mit Reformatoren, so 1524 in Celle und 1526 in Homberg (Efze); bei der Homberger Synode trafen der ehemalige französische Franziskaner-Observant Franz Lambert von Avignon als Vertreter der Reformation und als Verteidiger der alten Lehre der Guardian des Franziskanerklosters Marburg, Nikolaus Ferber, aufeinander.
Andere Franziskaner traten hingegen als Prediger mit lutherischen Ansichten auf und förderten die Reformation. Vielerorts mussten die Brüder ihre Klöster verlassen, wenn eine Stadt evangelisch wurde, und wurden sogar vertrieben, wenn sie sie nicht freiwillig übergaben. In Amberg beispielsweise, damals eine Stadt mit Regierungsfunktionen, wurden die Franziskaner auf beschämende Weise vertrieben, ähnlich in Waldsassen. Wer bei seinem Glauben und im Orden bleiben wollte, suchte Aufnahme in einem noch bestehenden Konvent. Die Gebäude wurden zum Teil von den Städten weiter genutzt, häufig als Schule. In etlichen Kirchen wurde jetzt evangelisch gepredigt, mancherorts von den zum Protestantismus übergetretenen Franziskanern. Konventualen waren eher bereit, die lutherische Lehre anzunehmen als Observanten und Martinianer. Genaue Zahlen über den Anteil der übergetretenen Brüder fehlen. Andernorts waren die Franziskanerklöster Orte des Widerstands gegen die neue Lehre.
Die Saxonia und die 1521/23 neu gegründete Thüringische Provinz waren von der Reformation verheerend getroffen. Die beiden letzten Konvente der Provinz vom heiligen Johannes dem Täufer schlossen sich der Saxonia vom hl. Kreuz an: 1541 Halberstadt und 1550 Greifswald. Von dieser Saxonia S. Crucis bestanden 1564 nur noch die Niederlassungen in Halberstadt und Eger.
In der Colonia wirkten sich die Folgen der Reformation weniger gravierend aus. Hier kam es sogar seit den 1560er-Jahren zu einer Stabilisierung und Restauration des Katholischen sowie einer Rückbesinnung auf die Grundlagen der franziskanischen Spiritualität. Dies führte ab dem 17. Jahrhundert zur Neugründung mehrerer Konvente.

### Neuumschreibung der Provinzen

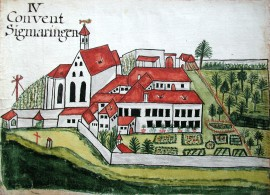
Kloster Hedingen (1750); das Kloster der Bavaria bestand hier von 1624 bis 1816.

Von den drei Kustodien der Straßburger Franziskanerprovinz gingen in Folge der Reformation die rheinische und die schwäbische fast vollständig unter, die bayerische Kustodie bestand mit neun Klöstern weiter und wurde 1625 nach einigen Schwierigkeiten von der observanten Mutterprovinz abgespalten und zur selbständigen Bayerischen Franziskanerprovinz vom heiligen Antonius (Bavaria) erhoben; sie schloss sich der neu entstandenen Reformbewegung der Reformaten an und war die erste Reformatenprovinz im Orden überhaupt. Ausgehend von den Konventen in München, Freising, Ingolstadt, Kelheim, Landshut, Tölz und Hedingen wuchs die Provinz bis zu den 1660er-Jahren mit Amberg und Pfreimd, Weilheim und Dingolfing, Schrobenhausen, Stadtamhof, Eggenfelden und Altötting, Reutberg, Neuburg (Donau), Kemnath, Neukirchen im Bayerischen Wald und Dietfurt auf 20 Niederlassungen. Die norddeutschen Provinzen der „deutsch-belgischen Nation“ nahmen hingegen die Statuten der Rekollekten an. Erst 1897 vereinigte Papst Leo XIII. die unterschiedlichen Zweige des Ordens mit der Unionsbulle Felicitate quadam zu einem gemeinsamen Orden der Minderen Brüder (OFM, Ordo fratrum minorum, Franziskaner).
Als die Ordensleitung 1603 das Kloster in Eger der Straßburger Provinz zuwies, wandten sich die drei in Halberstadt, dem letzten Konvent der Saxonia, verbliebenen Brüder an das Kloster der Colonia in Bielefeld und baten um Unterstützung; sieben Franziskaner zogen daher 1616 von Bielefeld nach Halberstadt, so dass die Tradition der alten Saxonia nicht unterbrochen wurde, obwohl 1626 das letzte Mitglied der Provinz starb. Das Generalkapitel des Ordens in Toledo hatte 1606 die Sächsische Provinz vom heiligen Kreuz mit der Straßburger Observantenprovinz zusammengelegt, doch bereits am 17. Mai 1625 fasste das Generalkapitel in Rom den Beschluss, die Saxonia wiederzubeleben. 1627 trat die Kölnische Provinz ihren östlichen Teil an die Saxonia ab. Man verständigte sich auf den Main als Südgrenze der Saxonia, im Westen den Rhein; dabei sollte die Saxonia einen Abstand von drei Wegstunden zu den Konventen der Colonia in Uerdingen, Düsseldorf, Zons und Köln halten. Das erste Provinzkapitel der erneuerten Saxonia ernannte am 23. Juli 1628 Obere für die Klöster in Bielefeld, Dorsten, Fulda, Gelnhausen, Göttingen, Halberstadt, Hamm, Limburg, Minden, Münster (Westfalen), Osnabrück, Rietberg, Warendorf und Wetzlar. Der Schwerpunkt der Saxonia verlagerte sich dadurch deutlich nach Westen, und vor allem in Westfalen, wo es im 17. Jahrhundert zu mehreren Kloster-Neugründungen kam, entwickelte sich die Provinz in der Folgezeit besonders.
Am 14. Mai 1633 wurde die Thüringische Provinz vom Generalkapitel in Toledo restituiert, nachdem Kaiser Ferdinand II. 1629 die Rückgabe der von den Protestanten beanspruchten Kirchengüter gefordert hatte. Papst Urban VIII. wies der Provinz Thüringen, Hessen und westlich die Gebiete bis zum Rhein einschließlich Siegen und Attendorn zu. Die südliche Grenze bildete der Main, wozu die Saxonia einige Territorien an die neue Provinz abtreten musste, darunter die Klöster in Wetzlar und Gelnhausen. Nach Osten wurde keine Grenze definiert, um eine Rekatholisierung protestantisch gewordener Gebiete zu ermöglichen, wie dies auch die Saxonia versuchte. Ab der Mitte des 17. Jahrhunderts dehnte sich die Thuringia, begünstigt durch die Gegenreformation und die Wiedergewinnung katholischer Territorien, in den Südwesten aus, etwa nach Tauberbischofsheim und Mosbach in Baden.
Allerdings kam es im 18. Jahrhundert wegen Streitigkeiten zu einer Teilung der Provinz in eine Thuringia superior (Provincia Thuringiae superioris S. Elisabeth) und eine Thuringia inferior (Provincia Thuringiae inferioris S. Elisabeth). Es gab Konflikte zwischen Brüdern, die sich bei der Ämtervergabe bis hin zum Amt des Provinzialministers benachteiligt fühlten. Das Generalkapitel bestätigte 1762 die Trennung, und am 13. August 1764 schlossen die Provinzen einen Vertrag über die Teilung. Die Thuringia inferior hatte 153 Brüder, die Thuringia superior 416 Brüder.
1680 lebten in den fünf Provinzen in Deutschland 2.037 Franziskaner, am Ende des 18. Jahrhunderts hatten allein die Colonia und die Saxonia jeweils über eintausend Brüder.

### Entwicklung bis zur Säkularisation

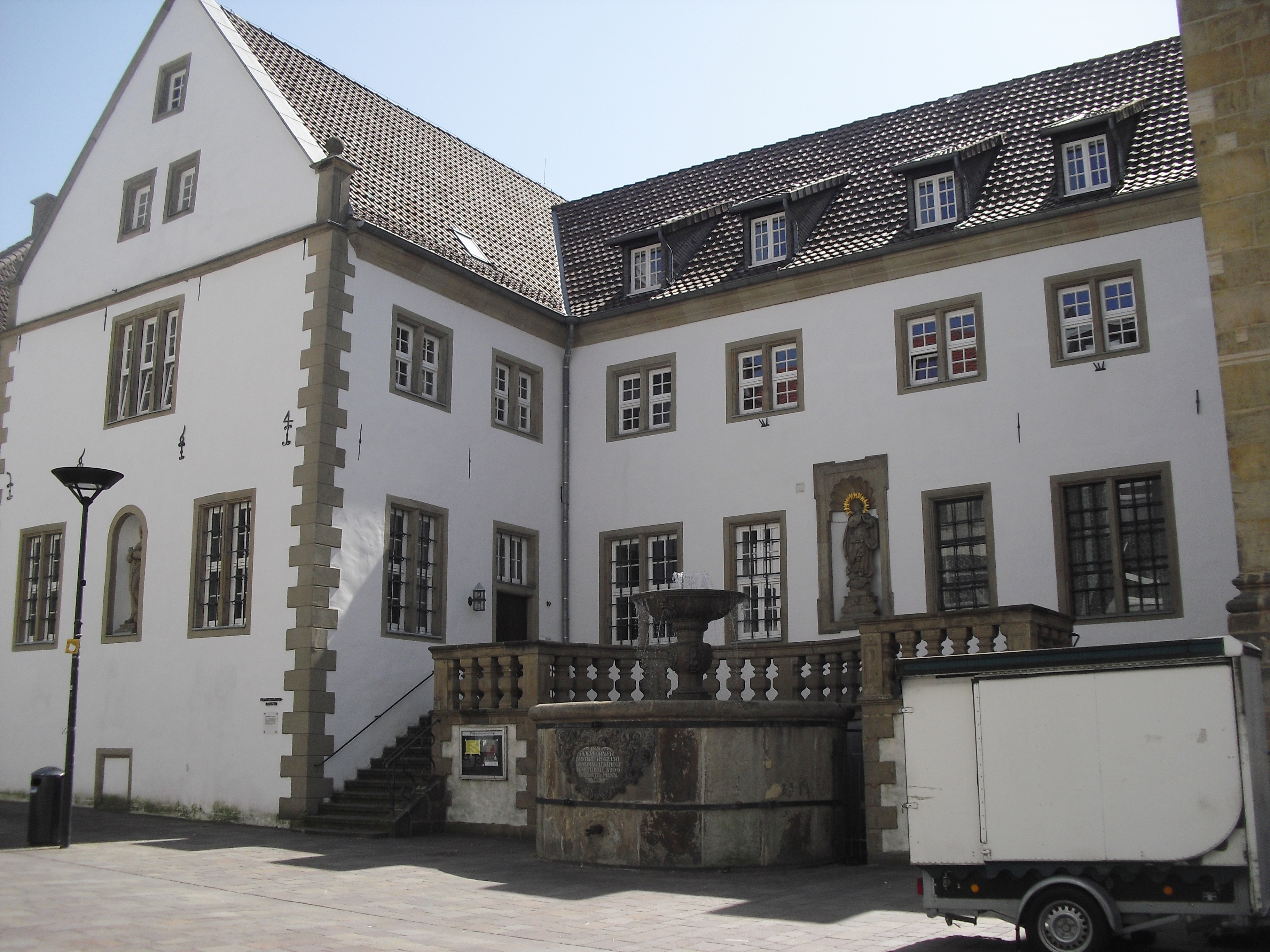
Das Kloster in Paderborn (2012)

In den protestantisch gewordenen Gebieten entwickelten die Franziskaner ein System von Außenposten, „Missionsstationen“ genannt, ähnlich wie die Jesuiten. Dabei wurden keine Konvente gegründet, sondern an verschiedenen Orten ließen sich zwei oder drei Patres nieder und begannen mit der Seelsorge an den wenigen in der Diaspora verbliebenen Katholiken oder den katholischen Soldaten einer Garnison, zunächst mancherorts heimlich. Die Saxonia ging dabei planmäßig vor und übernahm, ausgehend von den Konventen in Paderborn und Halberstadt, solche Seelsorgeposten, die untereinander in einer Tagesreise erreichbar waren, so dass untereinander und mit der Provinz Kontakt möglich war. Im 17. und 18. Jahrhundert betreute die Saxonia etwa 50 solcher Missionsstationen in Sachsen, Anhalt und auch im Braunschweigischen, in Ostfriesland und dem Emsland, jedoch nie gleichzeitig in dieser Zahl.
Im Zuge der Gegenreformation intensivierten die Franziskaner ihr Engagement im Schulwesen und eröffneten oder übernahmen Gymnasien, um so den katholischen Glauben zu stärken; zum Teil war ihnen eine Elementarschule vorgeschaltet. Einige waren Jesuitengymnasien gewesen, die die Franziskaner nach Aufhebung des Jesuitenordens durch Papst Clemens XIV. 1773 übernahmen. Neben der Heranbildung eigenen Nachwuchses waren die Schulen offen für die Bildung der Bürgerschaft; dies wurde von den Stadträten zum Teil gefordert, jedenfalls ausdrücklich begrüßt. Allein die Saxonia eröffnete im 17. und 18. Jahrhundert zwölf Gymnasien. Die Franziskaner gründeten Pfarreien – die sich örtlich auch aus Missionsstationen entwickelten – oder übernahmen das Pfarreramt in bestehenden Gemeinden, und sie widmeten sich der Armenfürsorge. Bei ihren Bemühungen im Rahmen der Gegenreformation standen die Franziskaner in Konkurrenz zu den Brüdern des Minoriten- und des 1528 entstandenen Kapuzinerordens, was örtlich nicht immer spannungsfrei blieb. Die Kapuziner gründeten um 1600 ihre ersten Klöster in Bayern. Die Bischöfe von Paderborn, Osnabrück und Münster standen dabei den Franziskanern näher als den anderen Ordenszweigen. 1731 erhielten die Franziskaner von Papst Clemens XII. das Privileg, Kreuzwege zu errichten. An vielen Franziskanerklöstern entstanden nun Kreuzwege, und die Brüder verbreiteten diese Frömmigkeitsform in Deutschland
Das 18. Jahrhundert kann als eine Blütezeit für die Franziskaner in Deutschland angesehen werden. Allein die Colonia hatte am Ende des Jahrhunderts um die tausend Brüder in 38 Klöstern, auch die Bavaria zählte mehr als 1000 Mitglieder.

### Säkularisation
Die Aufhebung von Klöstern kann wie die Säkularisation der geistlichen Territorien als kirchenfeindliche Folge der Aufklärung angesehen werden. Im Kurfürstentum Bayern engten bereits ab 1769 Eingriffe des Staates die Tätigkeit der Franziskaner ein; 1802 hob Minister Maximilian von Montgelas die meisten Klöster auf und verbot Neueintritte, „ausländische“ Brüder wurden aus Kurbayern ausgewiesen. Die französische Besatzungsregierung löste 1802 die linksrheinischen Klöster der Colonia auf. Im Reichsdeputationshauptschluss in Regensburg wurden 1803 die deutschen Reichsstädte und Landesherren ermächtigt, Stifte und Klöster als Entschädigung für Gebietsverluste durch die Ostverschiebung der französischen Grenze zu säkularisieren und einzuziehen. Die rechtsrheinischen Klöster der Colonia fielen 1804 einem Erlass der bayrisch-pfälzisch-bergischen Regierung zum Opfer. In Preußen wurden die Klöster zwar nicht aufgehoben, durften jedoch keine Novizen mehr aufnehmen, und die Brüder waren in ihrer Mobilität eingeschränkt; zu Zeiten des napoleonischen Königreichs Westphalen wurden dort 1811 die meisten Klöster aufgelöst. Auch in den 1815 im Wiener Kongress an Preußen gefallenen Gebieten waren die noch bestehenden Klöster zunächst zum Aussterben verurteilt, bis in den 1820er-Jahren allmählich eine Lockerung der Restriktionen eintrat.
Bis 1824 wurden die meisten Konvente der beiden thüringischen Provinzen aufgelöst, nachdem es bereits in den Jahrzehnten zuvor zu Einschränkungen – etwa beim Terminieren, beim Kontakt der Klöster untereinander oder der Aufnahme von Novizen – gekommen war. Da die Thuringia mehrere Herrschaftsgebiete berührte, war die Klosteraufhebung nicht einheitlich und erstreckte sich über einen Zeitraum von etwa 20 Jahren. Die Colonia und die Thuringia waren als Provinzen erloschen.
Die Klöster der Franziskaner entgingen mancherorts wegen ihrer Armut einer sofortigen Auflösung. Die Klostergebäude und das Inventar wurden häufig einer staatlichen oder kommunalen Verwertung zugeführt. Die Brüder erhielten eine staatliche Pension; manche blieben als Weltpriester seelsorglich tätig, andere gingen in Zentral- oder Aussterbeklöster oder kehrten zu ihren Familien zurück.

## 19./20. Jahrhundert

### Wiederzulassung und Aufschwung nach der Säkularisation
Im Bayerischen Konkordat von 1817 zwischen dem Königreich Bayern und dem Heiligen Stuhl erklärte sich das Königreich Bayern bereit, „einige Klöster der geistlichen Orden beyderlei Geschlechts entweder zum Unterrichte der Jugend in der Religion und den Wissenschaften, oder zur Aushülfe in der Seelsorge, oder zur Kranken-Pflege ... mit angemessener Dotation herstellen zu lassen“. König Maximilian I. Joseph setzte das nur zögernd um. Erst sein Sohn Ludwig I. machte sich die Wiederherstellung von Klöstern zum Anliegen. 1827 übernahmen die Franziskaner auf seine ausdrückliche Anordnung das Kloster St. Anna in München, das sie bis heute halten. Die Bavaria hatte in dem Jahr noch 62 Mitglieder (23 Patres, davon nur sechs unter 60 Jahren, und 39 Laienbrüder). Das Kloster in München wurde zum Hauptkloster der in der Folge aufblühenden Bavaria und Sitz des Provinzialats. Im Oktober 1888 hatte die Provinz 344 Mitglieder; großen Anteil, an dem Aufschwung hatte die gezielte Gründung von Knabenseminaren, die Ordensaspiranten auf den Besuch des Gymnasiums vorbereiteten.

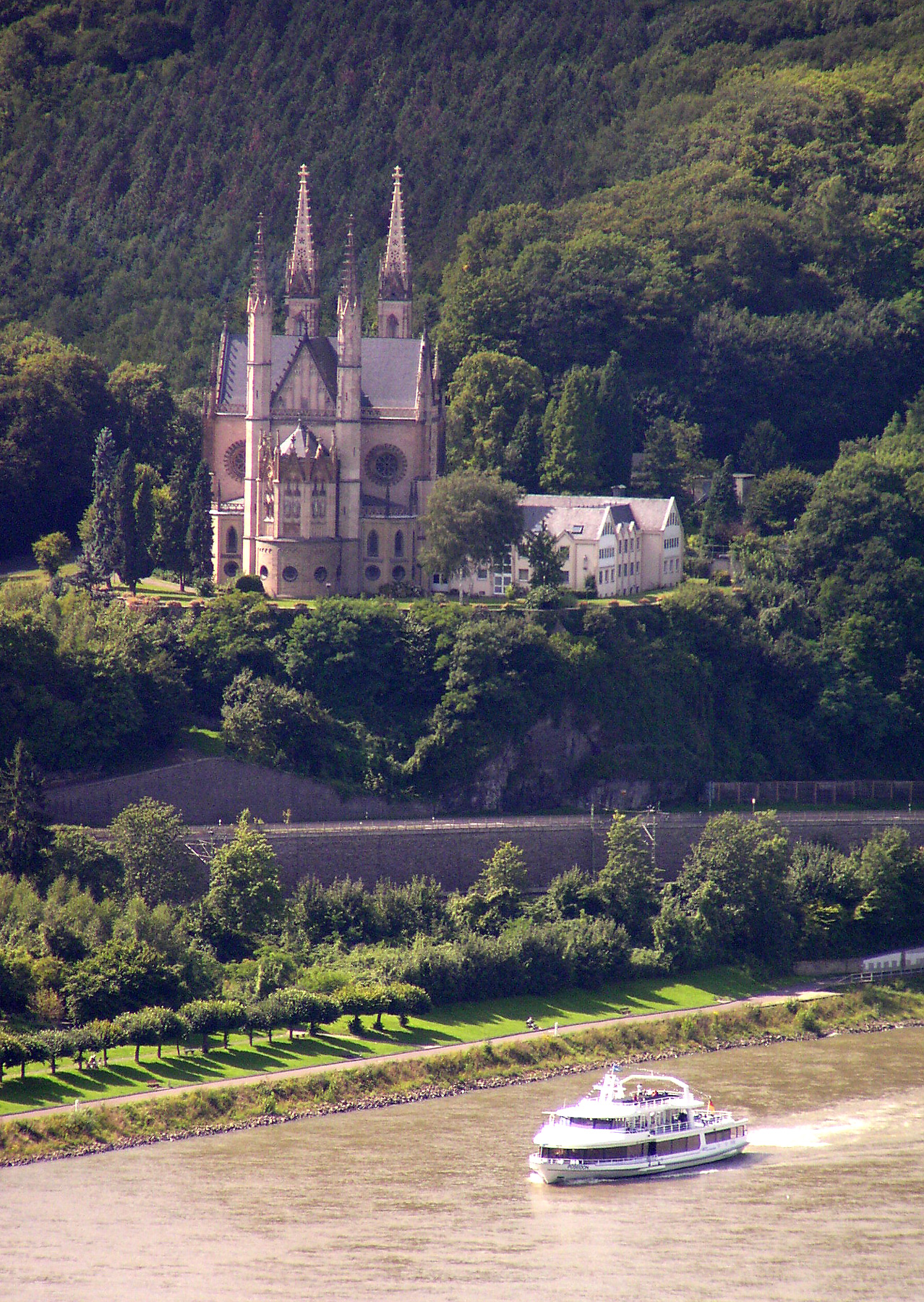
Apollinariskirche (Remagen), rechts neben der Wallfahrtskirche das in den 1970er-Jahren neugebaute Kloster der Colonia

In Preußen ließ König Friedrich Wilhelm III. 1825 erste Lockerungen zu und billigte den Fortbestand der Klöster in Dorsten und Paderborn. König Friedrich Wilhelm IV. gestattete den Franziskanern am 27. November 1843 die Aufnahme von Novizen unter Auflagen und den Fortbestand der Klöster in Dorsten, Paderborn, Warendorf und Wiedenbrück und am 31. Januar 1850 uneingeschränkte Freiheit zur Klostergründung und Aufnahme von Novizen. Damit begann ein Aufschwung der Provinz. Die Saxonia umfasste 1843 74 Franziskaner: 36 Priester und 38 Laienbrüder und beschränkte sich bei ihrem Wiederaufbau strikt auf die Konvente; gegenüber verstreuten Einzelposten war man nach den Jahren der Vereinzelung skeptisch und sah in einem intakten Gemeinschaftsleben und der Konzentration der Kräfte die Voraussetzung für eine fruchtbare Entwicklung im Geist der Ordensideale. Im Lauf des 19. Jahrhunderts vergrößerte sich die Provinz um 28 Klosterstandorte, zum Teil als Neugründung, zum Teil als Wiedergründung ehemaliger Konvente, und zwar in Westfalen, im Rheinland, in Thüringen und in Schlesien. Nachdem 1894 die Thuringia als eigenständige Provinz ausgegliedert worden war, hatte die Saxonia 657 Brüder in jetzt 25 Niederlassungen (180 Patres, 126 Kleriker, 125 Laienbrüder und 145 Tertiaren).
Im 19. Jahrhundert lagen die Tätigkeitsschwerpunkte auf der Pfarr- und Wallfahrtsseelsorge, Schwesternseelsorge, Alten- und Krankenseelsorge, Gefangenen- und Militärseelsorge, Beichtseelsorge, Exerzitien und die Betreuung von Bruderschaften und den Gruppen des Dritten Ordens, die bei den meisten Klöstern bestanden. 1914 betrug die Zahl der von der Saxonia betreuten Mitglieder des Dritten Ordens etwa 60.000, 1925 rund 45.000 Mitglieder in 373 Drittordensgemeinden. Die Volksmissionen wurden bis zur Mitte des 20. Jahrhunderts für die deutschen Franziskaner zu einer wichtigen Form der Seelsorge, die dem Orden eine große Breitenwirkung verschaffte. Bis zu den 1870er-Jahren hatten allein in der Saxonia bereits über 600 davon stattgefunden.

### Kulturkampf in Preußen
Der preußische Kulturkampf hatte für die Sächsische Franziskanerprovinz einschneidende Auswirkungen. Im Klostergesetz vom 31. Mai 1875 wurde bestimmt, dass „geistliche Orden und ordensähnliche Kongregationen der katholischen Kirche“ mit Ausnahme von Orden, die sich ausschließlich der Krankenpflege widmeten, in Preußen verboten wurden und binnen sechs Monaten aufzulösen waren. Betroffen waren von der Saxonia 16 Klöster.
Ab September 1875 konnten die meisten der 260 Franziskaner der Saxonia dank der vorausschauenden Initiative und des Organisationsgeschicks von Provinzial Gregor Janknecht acht Häuser in Holland und Belgien beziehen. Provinzial Janknecht war bestrebt, die Brüder in eigenen Häusern zusammenzuhalten, weil er mit einer Beilegung der Repressionen rechnete und eine Rückkehr erleichtert würde, wenn eine einheitliche Observanz erhalten werden könnte. Etwa 150 Brüder wurden auf die Klöster der Provinz in Amerika verteilt, deren Zahl dadurch um vier Häuser vermehrt werden musste.

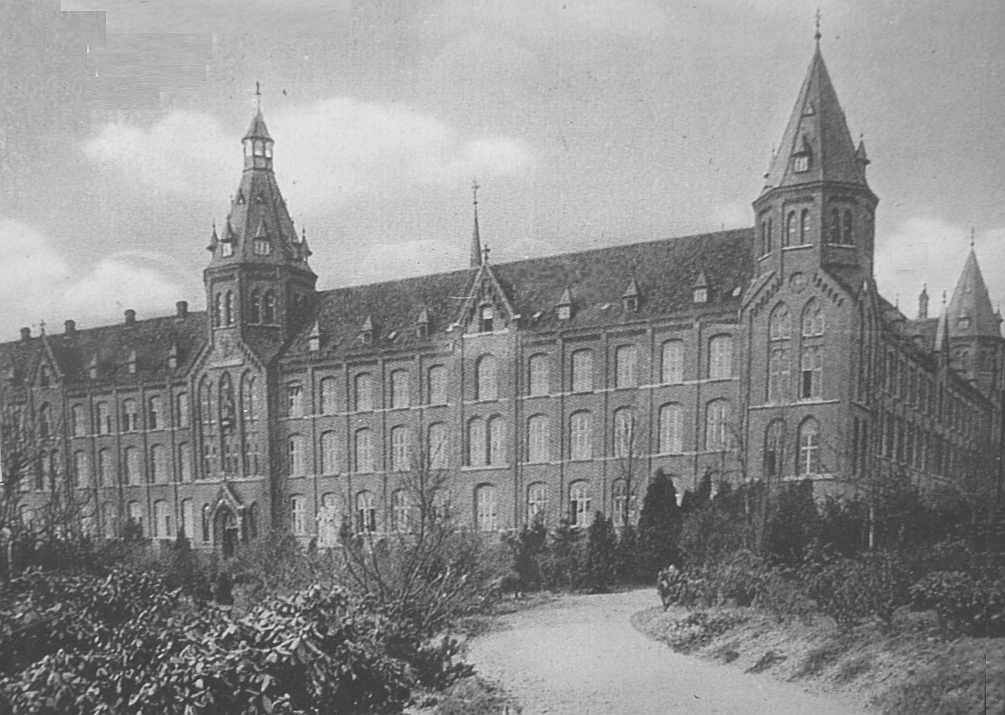
Kolleg St. Ludwig in Vlodrop (um 1910)

Kurz vor Beginn des Kulturkampfes, 1870, hatte die Saxonia ihre Tätigkeit im Schulwesen wieder aufgenommen. Jetzt gründete die Provinz 1876 im niederländischen Watersleyde eine Schule mit Internat, die 1882 nach Harreveld bei Winterswijk umzog, wo sie bis 1909 blieb und dann als Kolleg St. Ludwig nach Vlodrop verlegt wurde. In Watersleyde betrieb später, von 1895 bis 1967, die Thüringische Franziskanerprovinz ein Gymnasium mit Internat, seit 1967 befindet es sich in Großkrotzenburg. Auch in der Zeit des Kulturkampfs waren die Internate der Provinz gut besucht, und auch die Zahl der Ordensaspiranten und Novizen nahm stetig zu.
Am 27. Januar 1887 wurde den Orden wieder die Aufnahme neuer Mitglieder erlaubt, am 29. April 1887 die Aushilfe in der Seelsorge in Preußen. Nach und nach kehrten die Ordensleute in ihre früheren Konvente zurück; sie waren von der Provinzleitung angehalten, jetzt wieder den Habit zu tragen und die reguläre Ordnung zu beachten. Die Häuser in Holland wurden aufgegeben, lediglich die Niederlassung in Harreveld mit ihrer Schule blieb bestehen und wurde 1891 zum Konvent erhoben, da den Franziskanern in Preußen noch nicht wieder erlaubt war, Schulen zu errichten. Neben dem Internat unterhielt die Saxonia in Harreveld auch ihr Noviziat. Von 1361 Harrevelder Schülern zwischen 1882 und 1907 traten 1137 ins Noviziat ein.

### Missionstätigkeit deutscher Franziskaner
Seit dem Ende des 17. Jahrhunderts meldeten sich die ersten deutschen Franziskaner nach Aufrufen der Ordensleitung in Rom und der vatikanischen Congregatio de Propaganda Fide („Kongregation für die Verbreitung des Glaubens“) für eine Tätigkeit in der Mission. Sie gingen zum Teil einzeln und unter schwierigen Umständen in verschiedene Länder und Regionen.
Seit dem 19. Jahrhundert bauten die deutschen Provinzen in mehreren Regionen engagiert Missionsarbeit auf. Einige deutsche Franziskaner wurden zu Bischöfen oder Apostolischen Vikaren ernannt. Inzwischen sind überall einheimische, unabhängige Franziskanerprovinzen entstanden, in denen einheimische und europäische Brüder in „brüderlicher Assistenz“ zusammenarbeiten. Im Wesentlichen waren die deutschen Franziskaner als Missionare wie folgt tätig:
- Nordamerika: 1858 übernahmen drei Patres, drei Laienbrüder und zwei Terziaren der Saxonia auf Bitten des Bischofs von Alton die Seelsorge in Teutopolis (Effingham (Illinois)) und hielten Volksmissionen im gesamten südlichen Illinois. Bis 1870 errichtete die Saxonia insgesamt sechs Häuser in den Bundesstaaten Illinois, Ohio (Cleveland) und Missouri. Die „amerikanische Mission“ der deutschen Franziskaner erlangte 1862 den Status eines „Kommissariats“, ab 1876 war sie eine Kustodie der Saxonia.[86] Wegen des Kulturkampfes in Preußen gingen in den Jahren 1875 und 1876 rund 150 Mitglieder der Saxonia nach Nordamerika, lediglich 23 von ihnen kehrten später nach Deutschland zurück. Das Kommissariat mit vierzehn Klöstern wurde 1879 zur selbständigen Franziskanerprovinz vom Heiligsten Herzen Jesu.[87][88]
- In Brasilien begann die Tätigkeit der Saxonia 1891, als vier Provinzangehörige sich im brasilianischen Theresopolis niederließen, um sich im Auftrag des Generalkapitels des Ordens am Wiederaufbau der brasilianischen Provinzen zu beteiligen; im November 1889 war König Peter II. gestürzt worden, der eine kirchenfeindliche Politik verfolgt hatte. Bis 1901 wurden 165 Brüder nach Brasilien entsandt. In dem Jahr entstanden zwei brasilianische Ordensprovinzen: die Provinz vom hl. Antonius im Norden (Recife) und die Provinz von der Unbefleckten Empfängnis im Süden (São Paulo). 1951 wurden Mitglieder der Saxonia in den nordöstlichen Bundesstaaten Piauí und Maranhão tätig, woraus 2004 eine dritte einheimische Provinz mit Sitz in Bacabal entstand, von deren 63 Mitgliedern (2012) 13 Deutsche und 50 Brasilianer waren.[89] Die beiden älteren Provinzen gründeten Häuser in Deutschland als Stützpunkte für ihre Tätigkeit in Brasilien: die südbrasilianische Provinz das Kloster Bardel mit Missionsgymnasium (1922 bis heute) und die südbrasilianische Provinz das Kloster Mörmter, das sie 1977 als Alterswohnsitz für deutschstämmige Missionare von der Colonia übernahm und bis 2007 führte. Missionsgebiet der Thüringischen Provinz war Mato Grosso.[90]
- China wurde 1904 zum Missionsgebiet der Sächsischen Franziskanerprovinz. Tsinan in der Provinz Nord-Schantung war Sitz des Bischofs und der Ordensleitung. Bis 1942 wirkten dort 71 deutsche Franziskaner, darunter ab 1929 auch einige der Colonia.[91] Die Bavaria begann in den 1920er-Jahren die Missionstätigkeit in der Provinz Shaanxi (Shensi), namentlich in der Apostolische Präfektur Shohchow, die 1946 zum Bistum Shuozhou erhoben wurde. Apostolischer Präfekt war P. Edgar Häring, Mitglied der Bavaria, der 1946 Bischof der Diözese wurde. Bis 1939 gingen 31 Patres und vier Laienbrüder nach China, die Zahl der christlichen Gemeinden erhöhte sich von 1927 bis 1937 von 87 auf 132. 1928 wurde ein Priesterseminar zur Ausbildung eines einheimischen Klerus gegründet, 1932 entstand eine Brauerei der bayerischen Franziskaner. Die deutschen Franziskaner wurden noch vor der Gründung der Volksrepublik China ausgewiesen.[92] Ab 1953 waren Franziskaner der Colonia für mehrere Jahrzehnte auf Taiwan tätig.[93]
- In Südafrika unterstützten die Brüder der Bayerischen Provinz ab 1932 die Seelsorge im Bistum Mariannhill und ab 1935 im neu gegründeten Bistum Kokstad. Ab 1950 konnte die Provinz niemanden mehr nach dort schicken, die letzten Provinzmitglieder starben dort 1972, 1988 und 1997.[94]
- In Bolivien übernahmen die bayerischen Franziskaner 1952 das Apostolische Vikariat Ñuflo de Chávez von den Franziskanern aus der Tiroler Franziskanerprovinz, die bereits seit etwa 1920 in Ostbolivien tätig waren und dabei von einigen Mitglieder der bayerischen Provinz unterstützt wurden; sie hatten um Entlastung und Teilung ihres Arbeitsfeldes gebeten. Im Herbst 1953 zählte das Vikariat 18 Priester und fünf Laienbrüder, die 10 Pfarreien betreuten. 1984 entstand eine einheimische Ordensprovinz, die die Bavaria in der Verantwortung ablöste. 2010 waren noch sechs Mitglieder der Bavaria in Bolivien tätig.[95]
- Japan: Seit dem Zweiten Weltkrieg betreuten Franziskaner der Saxonia eine Pfarrei in Osaka und wirkten 1977 an der Gründung der einheimischen Provinz von den japanischen Märyrern mit.[96]
- Afrika ruft war eine Initiative des Generalministers John Vaughn im Jahr 1982, an der sich sieben deutsche Franziskaner beteiligten und für einige Jahre in kleinen internationalen Fraternitäten in verschiedenen afrikanischen Ländern arbeiteten.[97]

Flankierend zum Engagement der deutschen Franziskaner in Übersee entstanden bei zahlreichen Klöstern in Deutschland „Missionsvereine“, die die Arbeit der Missionare durch Gebet und Spenden unterstützten und zum Teil mehrere tausend Mitglieder hatten, etwa der Franziskaner-Missions-Verein in Bayern. Die Zeitschrift „Antonius-Bote“ der Saxonia beschäftigte sich ab 1916 mit Fragen der Mission, 1922 wurde in Werl eine Provinz-Missions-Verwaltung eingerichtet, die die Arbeit der „Missions-Prokuratoren“ in den einzelnen Klöstern koordinierte. 1913 wurde in Dorsten ein Missionsmuseum gegründet, das aber im Zweiten Weltkrieg zerstört wurde. Aus den Beständen entstand 1962 ein neues, erweitertes Missionsmuseum in Werl, ab 1987 „Forum der Völker“ genannt und nach Weggang der Franziskaner aus Werl im Jahr 2019 von einem eingetragenen Verein weitergeführt wird. Die geförderten Projekte drehten sich anfangs fast ausschließlich um die Christianisierung; seit etwa 1950 werden die „Option für die Armen“, „Nachhaltigkeit“ und „Hilfe zur Selbsthilfe“ gefördert.
1969 wurde die Missionszentrale der Franziskaner in mit Sitz in Bonn-Bad Godesberg gegründet, die von den Franziskanerprovinzen in Belgien, Deutschland, Frankreich, den Niederlanden, Österreich, Rumänien, der Schweiz und Ungarn getragen wird. Die Aufgabe des franziskanischen Hilfswerks ist die Förderung humanitärer, sozialer und pastoraler Projekte sowie Bildungs-, Aufklärungs- und Menschenrechtsarbeit; weltweit wird eine Vielzahl sozialer Projekte in den ärmsten Regionen der Erde mit eingeworbenen Spendenmitteln und Zuschussgeldern gefördert, um die Lebenssituation hilfsbedürftiger Menschen nachhaltig zu verbessern.
Für die Sorge für das Heilige Land bildeten alle deutschen Franziskanerprovinzen jeweils ein Kommissariat des Heiligen Landes. Ziel war es, die Verehrung der heiligen Städten in Israel und Palästina zu fördern, Pilgerfahrten dorthin zu organisieren und Spenden zu sammeln. Immer wieder wirkten Brüder aus Deutschland für einige Jahre in der Kustodie des Heiligen Landes bei der Pilgerbetreuung in Jerusalem und an anderen Orten mit.

### Erster und Zweiter Weltkrieg, Zeit des Nationalsozialismus
Im Ersten Weltkrieg kamen 92 Mitglieder der Saxonia ums Leben, die Bavaria verlor 56 Brüder. Mehrere Konvente beherbergten Lazarette. Zahlreiche Franziskaner waren in der Feldseelsorge und im Sanitätsdienst eingesetzt. In der Saxonia gab es ab 1914 regelmäßige Rundbriefe an alle im Kriegsdienst stehenden Provinzangehörigen, später „Kleine Kriegszeitung“ genannt. Der bayerische Provinzial Heribert Holzapfel informierte die Klöster der Provinz während des Krieges durch Rundschreiben (Zirkularien) über die Entwicklung und das Schicksal von Provinzmitgliedern; darin ist, so die Ordenshistorikerin Christiane Schwarz, eine „Bejahung des Krieges, ja Begeisterung – ähnlich der damals herrschenden Grundstimmung“ zu spüren. In den Heimatkonventen war man bemüht, das klösterliche Leben aufrechtzuerhalten. Die Wiedereingliederung Kriegsdienst leistender Franziskaner in die Gehorsamsdisziplin und der Umgang mit schwer verwundeten Mitbrüdern wurde gegen Kriegsende Thema in den Beratungen der Provinzleitung; man dachte sogar daran, verwundete Fratres zum Ordensaustritt zu bewegen, wenn sie nicht mehr arbeitstauglich würden.
Auf dem Provinzkapitel der Saxonia im August 1918 wurde erstmals darüber beraten, ob von der in der Ordensregel geforderten geldlosen Lebensweise abgewichen werden dürfe, da sie im Alltag fast nicht durchzuführen sei. In den ersten Jahrzehnten des Jahrhunderts wurden vor allem an neu entstandenen Industriestandorten wie Essen (Seelsorge für polnische und italienische Arbeiter), Bochum, Berlin-Pankow und Mannheim Klöster gegründet, und die Franziskaner übernahmen dort die Pfarrseelsorge.
Zur Zeit des Nationalsozialismus wurde die Tätigkeit der Provinzen in Seelsorge und Erziehung vom Regime eingeschränkt; dennoch stiegen die Teilnahmezahlen bei Wallfahrten und Prozessionen deutlich an. Die Franziskaner sahen darin einen Ansatzpunkt, das katholische Milieu zu festigen und durch Predigt, große Prozessionen und Aufwertung verschiedener Formen der Volksfrömmigkeit geistlich zu stärken. Ab 1936 wurde die Kollektur, das Sammeln von Almosen und Lebensmitteln, verboten. Die Franziskaner standen den Nationalsozialisten vorsichtig distanziert gegenüber, jedoch beteiligten sich auch vor allem junge Kleriker bereitwillig an Reichsarbeitsdienst und später an der Wehrpflicht. P. Autbert Stroick bot im Auftrag der Saxonia den kirchlichen und staatlichen Behörden einige „im Weltkriege erprobte Mitglieder unserer Ordensprovinz als Divisionspfarrer“ an; dass „wenigstens der eine oder andere mit den kämpfenden Truppen als Seelsorger ausrücken kann, ist für uns Ehrenpflicht an unserer Berufung wie dem Vaterland“. Der Kirchenhistoriker Gerhard Lindemann urteilt: „Mit einer keineswegs einheitlichen Position zum Nationalsozialismus war die Saxonia für die Herausforderungen, die das Jahr 1933 und die Zeit danach mit sich brachten, kaum gerüstet. Neben vorsichtiger Kritik beteiligten sich die Ordensleute auch aktiv an Parteiveranstaltungen, die meisten hielten sich jedoch mit positiven oder negativen Äußerungen zurück.“ Als Gegenmodell zum NS-Staatsverständnis galt bei den Franziskanern vorherrschend nicht die parlamentarische Demokratie, sondern „eine berufsständisch organisierte Gesellschaftsordnung“; Heroismus und Entschlossenheit galten als vom neuen Zeitgeist übernehmenswert.
Einzelne Provinzmitglieder erlebten gezielte Repressalien wie Predigtüberwachung, polizeiliche Durchsuchung ihrer Klosterzelle und Inhaftierung; sechs Franziskaner starben wegen regimefeindlicher Äußerungen und Verächtlichmachung der Wehrmacht, die sie zum Teil in Predigten geäußert haben sollten, im Konzentrationslager oder wurden hingerichtet; ein Laienbruder wurde wegen seiner jüdischen Herkunft ermordet. Propagandistische Untersuchungen wegen Devisenvergehens und Sittlichkeitsdelikten (Homosexualität) brachten bei den Franziskanern kein Ergebnis.
Nach der Besetzung des Sudetenlands 1938 kamen fünf böhmische Klöster zum Deutschen Reich und wurden in einem franziskanischen Kommissariat zusammengefasst, das bis 1947 von der Bayerischen Provinz verwaltet wurde.
Im Verlauf des Zweiten Weltkriegs wurden in mehreren Klöstern Räumlichkeiten von der Wehrmacht oder der Gestapo beschlagnahmt und als Sanitätsabteilung oder Kaserne genutzt. Die Aufnahme von Novizen war eingeschränkt und ab 1940 weitgehend untersagt. Schulen wurden geschlossen, Exerzitienarbeit und Wallfahrten verboten. Gegen Kriegsende wurden mehrere Kirchen und Konvente bei Bombenangriffen zerstört.

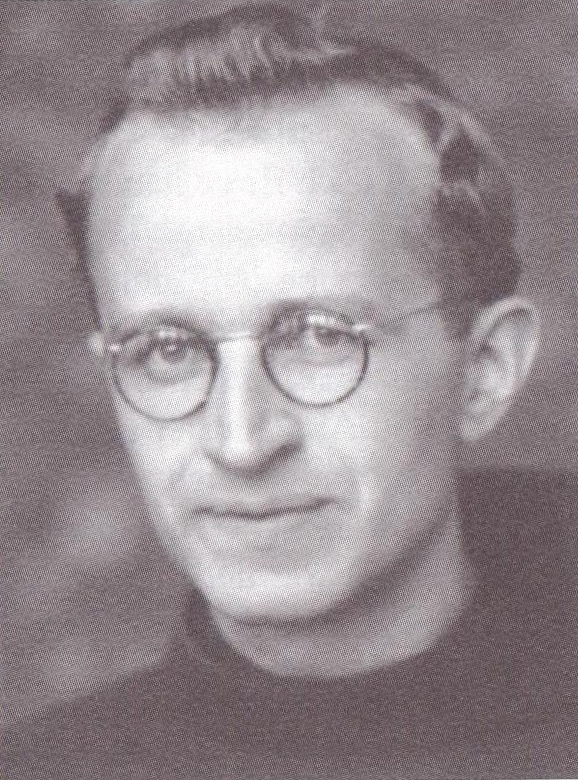
P. Elpidius Markötter

#### Opfer des Nationalsozialismus
Folgende deutsche Franziskaner starben als Opfer des Nationalsozialismus:
- P. Elpidius Markötter, Saxonia, † 28. Juni 1942 im KZ Dachau
- P. Petrus Mangold, Bavaria, † 18. Juli 1942 im KZ Dachau
- P. Thaddäus Brunke, Thuringia, † 5. August 1942 im KZ Dachau
- Br. Wolfgang Rosenbaum, Saxonia, † 30. September 1942 im KZ Auschwitz wegen jüdischer Herkunft
- P. Placidus Sczygiel, Silesia, † 11. Dezember 1943 im KZ Dachau[113]
- P. Kilian Kirchhoff, Saxonia, wurde am 24. April 1944 in Brandenburg-Görden hingerichtet.
- Br. Wolfgang Piatkowski, Thuringia, † 22. April 1945, starb auf dem Weg ins KZ Flossenbürg.

### Ab 1950
Etwa ab 1950 normalisierte sich das Leben in den Klöstern, nachdem die meisten Kriegsschäden behoben waren. Die aus Krieg und Gefangenschaft zurückgekehrten Brüder mussten integriert werden. Ein neuer Tätigkeitsbereich war neben Schwestern-, Krankenhaus- und Arbeiterseelsorge die Seelsorge für Flüchtlinge und Vertriebene; es gab große Wallfahrten der Heimatvertriebenen. Jedoch setzte gegen Ende der 1950er-Jahre ein Bedeutungsverlust bei den traditionellen Ordensgemeinschaften ein. Das Wirtschaftswunder machte das Armutsgelübde zu einer neuen Herausforderung für die Minderbrüder. Ab etwa 1960 brach der Ordensnachwuchs zahlenmäßig ein. In den 1960er-Jahren wurden die ersten Klöster aufgegeben, zum Teil folgten Franziskaner aus polnischen, kroatischen und anderen Provinzen, die die Konvente übernahmen. Das Engagement in der Pfarrseelsorge nahm eher zu – auch wegen der Vergütung, die die Provinz von den Diözesen dafür erhielt –, während Bereiche wie die Exerzitienarbeit zurückgingen. Die Tätigkeit der Volksmissionare wurden Mitte der 1970er-Jahre beendet. Auch die Arbeit in den Internaten war stark zurückgegangen, nicht zuletzt wegen des Ausbaus des staatlichen Schulsystems auch in ländlichen Räumen und der fehlende Bedeutung für die Förderung von Klosterberufungen. Die Colonia verlegte jedoch noch 1966 ihr Gymnasium mit Internat in einen Neubau im Franziskanerkloster Vossenack (Eifel), wo sie bis heute bestehen. Franziskaner wurden neu tätig in der Arbeit mit Obdachlosen, so in Suppenküchen in Berlin und in München, wo es auch eine Winternotübernachtung gibt, an geeigneten Standorten auch in der Kur- und Touristenseelsorge.
Der Veränderungsprozess im Gemeinschaftsleben und den Ordensritualen, in der Liturgie und in den pastoralen Methoden, auch infolge des Zweiten Vatikanischen Konzils, führte durchaus zu Spannungen in den Konventen und in der Provinz. Zu beobachten war eine Tendenz weg von einem starren, oft uniformierten Tagesablauf zu einem individuellen Lebensstil der einzelnen Brüder, die den Besitz eines eigenen Autos und eines Fernsehers in ihrer Klosterzelle beanspruchten, wie den Protokollen der Provinzkapitel in den 1970er- und 1980er-Jahren zu entnehmen ist; dies beeinträchtigte auch Formen des Gemeinschaftslebens. Statt autoritärer Leitung sollten Haus- und Konventkapitel die Mitverantwortung aller stärken. Die Standesunterschiede zwischen Priestern und Laienbrüdern in der Provinz wurde aufgegeben, so dass auch Laienbrüder Leitungsaufgaben in Konventen und in den Provinzen übernehmen konnten. Ein neuer Typ von Kloster („Experimente“) im Stil einer kleinen Fraternität in Mietwohnungen wurde erstmals 1968 in Dortmund-Scharnhorst gegründet, wo die Brüder in der Pfarrseelsorge eines Neubaugebietes und in der überregionalen Jugendarbeit tätig waren. 1985 bezogen drei Brüder in Herne eine Wohnung in einer Obdachlosensiedlung. Hier kündigte sich ein Prozess der schnellen Veränderungen von Standorten an, der der ursprünglichen franziskanischen Lebensweise nicht fremd ist. In den 1980er-Jahren richteten die deutschen Provinzen Gruppen ein, die den franziskanischen Einsatz für Gerechtigkeit und Frieden koordinieren und fördern sollte.
Die vier Ordensprovinzen in Deutschland hatten 1997 756 Mitglieder in 97 Häusern (einen Bischof, 573 Priester, 154 Brüder, einen ständigen Diakon, 20 Priesteramtskandidaten und sieben Novizen.)

### Sexueller Missbrauch
- Siehe auch: Fälle des sexuellen Missbrauchs in der römisch-katholischen Kirche in Deutschland#Franziskaner

## Entwicklung neuer Provinzstrukturen

### 19. und 20. Jahrhundert
Im 19. Jahrhundert bestanden zunächst nur die Bayerische und die Sächsische Franziskanerprovinz. Von 1828 bis 1836 gab es vorübergehend eine Fränkische Franziskanerprovinz, in der auf Veranlassung des bayerischen Königs Ludwig I. die Klöster Hammelburg, Volkersberg, Schwarzenberg und Miltenberg aus der Thüringischen Provinz und Dettelbach und Kreuzberg aus der Straßburger Provinz zusammengefasst wurden, die seit der Säkularisation weder zu ihren Provinzen noch untereinander Kontakt hatten. Vor allem weil die Ausbildung neu eintretender Brüder von der kleinen Provinz nicht bewältigt werden konnte und es deswegen an Nachwuchs fehlte, wurde die Provinz im September 1836 mit der Bavaria vereinigt.

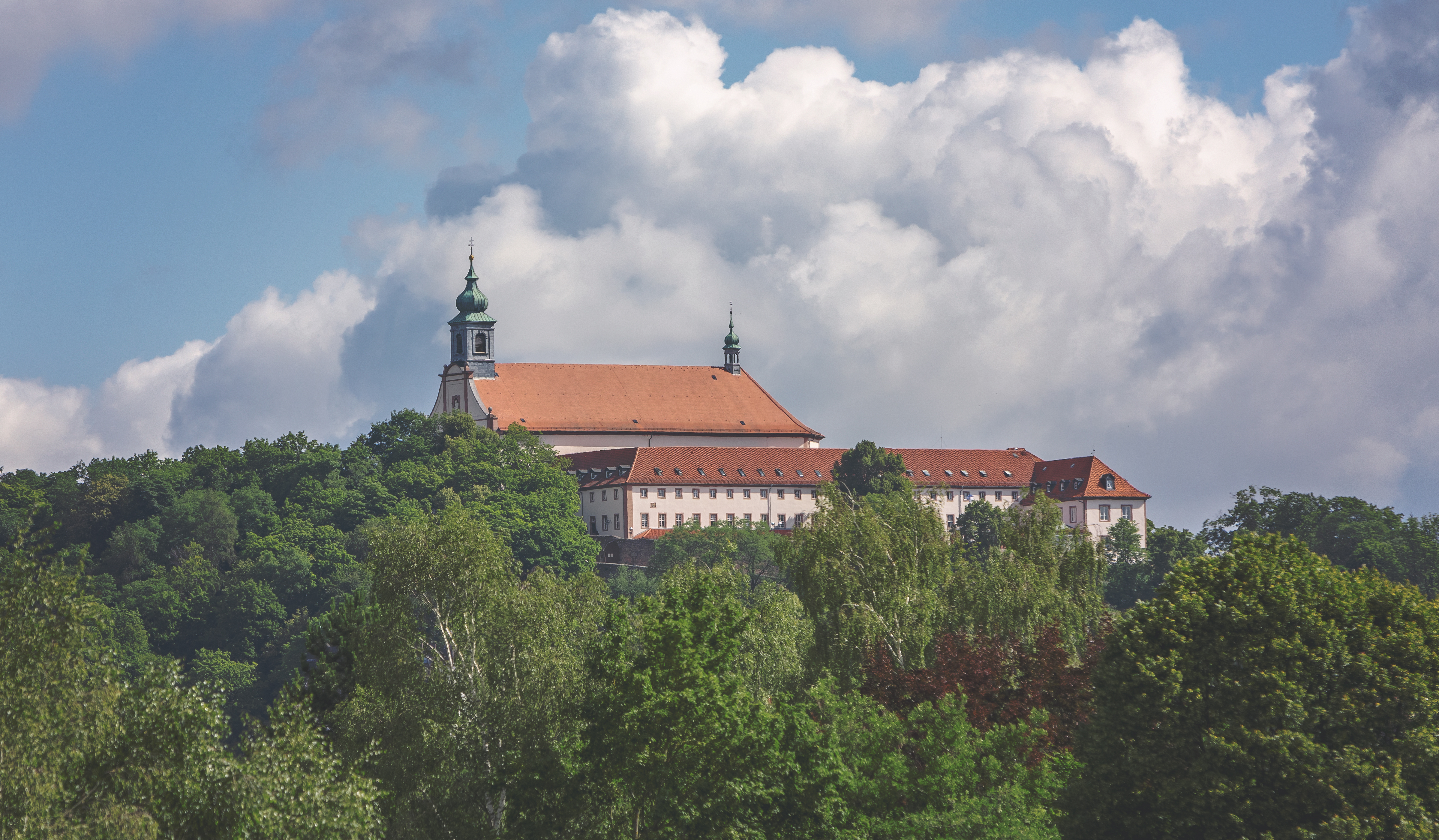
Das Kloster auf dem Frauenberg in Fulda, von 1894 bis 2010 Sitz des Provinzialats der Thuringia

Die Klöster der Provinz Colonia wurden 1802 und 1804 aufgehoben. Das Kloster in Hardenberg-Neviges wurde zwar 1804 ebenfalls formell aufgelöst, doch die Brüder blieben wohnen und übten weiterhin die Pfarrseelsorge aus, jetzt im Verband der Saxonia. Die beiden aus der untergegangenen „Thüringischen Provinz“ bestehen gebliebenen Konvente in Fulda und Salmünster waren 1853 vom Bischof von Fulda der Saxonia zugewiesen worden, wo sie ab 1855 als Kustodie „Thuringia S. Elisabeth“ eine gewisse Selbständigkeit erhielten. 1894 wurde die Kustodie von der Ordensleitung wieder als eigenständige „Thüringische Franziskanerprovinz von der hl. Elisabeth“ eingerichtet.
Die Klöster in Schlesien (St. Aegidii in Breslau, St. Annaberg, Josefskloster bei Neustadt/Oberschlesien, Hospiz Kapellenberg bei Neustadt/OS, Breslau-Carlowitz und Neiße) mit etwa 100 Brüdern wurden 1902 zu einer selbständigen Kustodie innerhalb der Saxonia zusammengeschlossen, die 1911 zur „Schlesischen Provinz von der hl. Hedwig“ (Silesia) wurde. Am 17. April 1929 kam es zur Abspaltung mehrerer Klöster von der Saxonia und der Wiederbelebung der Kölnischen Franziskanerprovinz von den Heiligen Drei Königen, nachdem es „Spannungen“ zwischen dem westfälischen und dem rheinischen Teil der Saxonia gegeben hatte. Die Colonia übernahm die linksrheinischen und die im Rheinland gelegenen rechtsrheinischen Klöster der Saxonia.
Als Folge des Zweiten Weltkriegs verschoben sich die Provinzstrukturen gravierend. Das Provinzgebiet der Silesia gehörte größtenteils zu Polen und entwickelte sich zu einer polnischen Provinz. Westlich der Oder-Neiße-Grenze war der Silesia nur der 1921 gegründete Konvent in Berlin-Pankow verblieben. Mehrere Brüder der Silesia schlossen sich einer der westdeutschen Ordensprovinzen an. Damit die Schlesische Provinz weiterbestehen konnte, überließ die Saxonia der Provinz 1946 das Kloster in Halle, und 1951 bzw. 1957 gründete die Silesia Niederlassungen in Görlitz-Weinhübel und Dresden-Klotzsche, wo sie schon seit 1945 in der Pfarrseelsorge tätig war. In der Bundesrepublik Deutschland lagen die Klöster in Hannover-Kleefeld und Ottbergen (Schellerten), die der Silesia 1946 von der Thuringia überlassen worden waren, ferner in Hildesheim (bis 1987) und Berlin-Tempelhof sowie zwei Pfarrkonvente in Goslar-Grauhof (seit 1946) und seit 1960 Göttingen-Weende; sie bildeten ab 1980 die „Schlesische Kustodie von der heiligen Hedwig“ der Saxonia. Aus Personalmangel mussten jedoch bis 1990 mehrere dieser Standorte aufgegeben werden.
Nach der Teilung Deutschlands lagen einige Konvente der Saxonia in der sowjetischen Besatzungszone bzw. der Deutschen Demokratischen Republik, die meisten in der Britischen Besatzungszone bzw. der Bundesrepublik Deutschland. Im Juli 1949 führte die Provinz das Amt eines „Quasi-Delegaten“ für das Gebiet der DDR ein, der für die dort gelegenen Klöster Aufgaben eines Provinzialministers wahrnahm. Die Festigung der innerdeutschen Grenze ab 1961 erschwerte die Kommunikation zwischen dem östlichen und dem westlichen Teil der Provinz zusätzlich.
Von den 50 Franziskanern in der DDR gehörten 1970 19 der Saxonia und 31 der Silesia an. 1955 gründeten die beiden Provinzen auf dem Kerbschen Berg in Dingelstädt ein gemeinsames Noviziat. Am 7. Februar 1973 wurde gemeinsam die „Föderation der Franziskaner in der DDR“ im Status einer Kustodie der Saxonia errichtet. Die in der Bundesrepublik Deutschland gelegenen Häuser der Schlesischen Kustodie wurden, wie vom Kapitel der Kustodie im Januar 1983 beschlossen und gewünscht, am 24. April 1986 durch das Provinzkapitel der Saxonia in Werl vollständig in die Saxonia eingegliedert. Für die Klöster in der DDR (Halberstadt, Hülfensberg, Dingelstädt, Halle (Saale) und Berlin-Pankow) geschah dies nach der Wende zum 1. Januar 1992. Damit bestand die Silesia nicht mehr.
Das Gebiet der Thuringia hatte sich deutlich nach Westen und Südwesten verschoben, die Provinz hatte Klöster in den Bundesländern Hessen und Baden-Württemberg. Im eigentlichen Thüringen bestand nur an einem Ort und nur für wenige Jahre eine Kommunität: Vom 1. November 1992 bis zum 30. Juni 2004 wohnten drei Franziskaner in Schmalkalden in einem Plattenbau und waren in der Krankenhaus- und Gefängnisseelsorge tätig.

### Provinzübergreifende Ausbildung
In den 1920er-Jahren hatte es bereits einmal eine „Deutsche Lektorenvereinigung des Franziskanerordens“ gegeben, die das Ziel hatte, die höheren Studien in den beteiligten sechs Provinzen möglichst weit zu vereinheitlichen sowie das akademische Niveau zu heben und eine stärkere Identitätsfindung franziskanischer Wissenschaft zu fördern. Die Versammlung der Provinziale unterstützte diese Bestrebungen und fasste sogar eine deutschlandweite Zusammenfassung der Studien im Kloster Lebus ins Auge, die aber wegen Finanzknappheit infolge der Inflation und der Weltwirtschaftskrise nicht zustande kam.
Mitte der 1960er-Jahre gab es in allen Deutschen Franziskanerprovinzen und der Wiener Provinz nur noch 147 Ordensstudenten: 61 in der Provinz Saxonia, 25 in der Colonia, 30 in der Thuringia und 31 in der Bavaria einschließlich der Wiener Provinz. 1967/68 absolvierten die Studenten der Thuringia und der Bavaria ein gemeinsames Studienjahr in Fulda, ab dem Wintersemester 1968/69 wurde per Vertrag vom 26. April 1968 ein gemeinsames Studium der deutschen Franziskanerprovinzen, der Wiener Franziskanerprovinz und der Rheinisch-Westfälischen Kapuzinerprovinz eingeführt, das zwei Studienorte hatte: in Münster (Hörsterplatz) für die philosophischen Fächer, in München (St. Anna) für die theologischen; 1970/71 hatte Münster 37 und München 49 Studenten. Für das gemeinsame Studium wurden die Provinzstudien in Mönchengladbach (Colonia), Paderborn (Saxonia), Gorheim und Fulda (Thuringia) sowie Krefeld und Münster (Kapuziner) aufgegeben. Jedoch zeigten sich große Nachteile für den provinzübergreifenden Ansatz, es bildeten sich konkurrierende Gruppen, der Kontakt zur eigenen Provinz wurde für die Kleriker erschwert. Bereits im Juli 1971 wurde der Vertrag einer Zusammenarbeit aufgelöst, da das Projekt als gescheitert galt. Die Münsteraner Hochschule bestand als Philosophisch-Theologischen Hochschule der Franziskaner und Kapuziner Münster bis 1998, seitdem in alleiniger Trägerschaft der deutschen Kapuziner. Die Studenten der einzelnen Provinzen lebten jetzt in Studienkonventen (Junioraten) zusammen und studierten von dort aus an theologischen Fakultäten in ihrem Provinzgebiet, etwa in München (Bavaria) oder von Remagen aus in Bonn (Colonia).
1997 begründeten die vier deutschen Franziskanerprovinzen ein gemeinsames interprovinzielles Noviziat in St. Ludwig in Nürnberg.

### Entstehung der Deutschen Franziskanerprovinz 2010

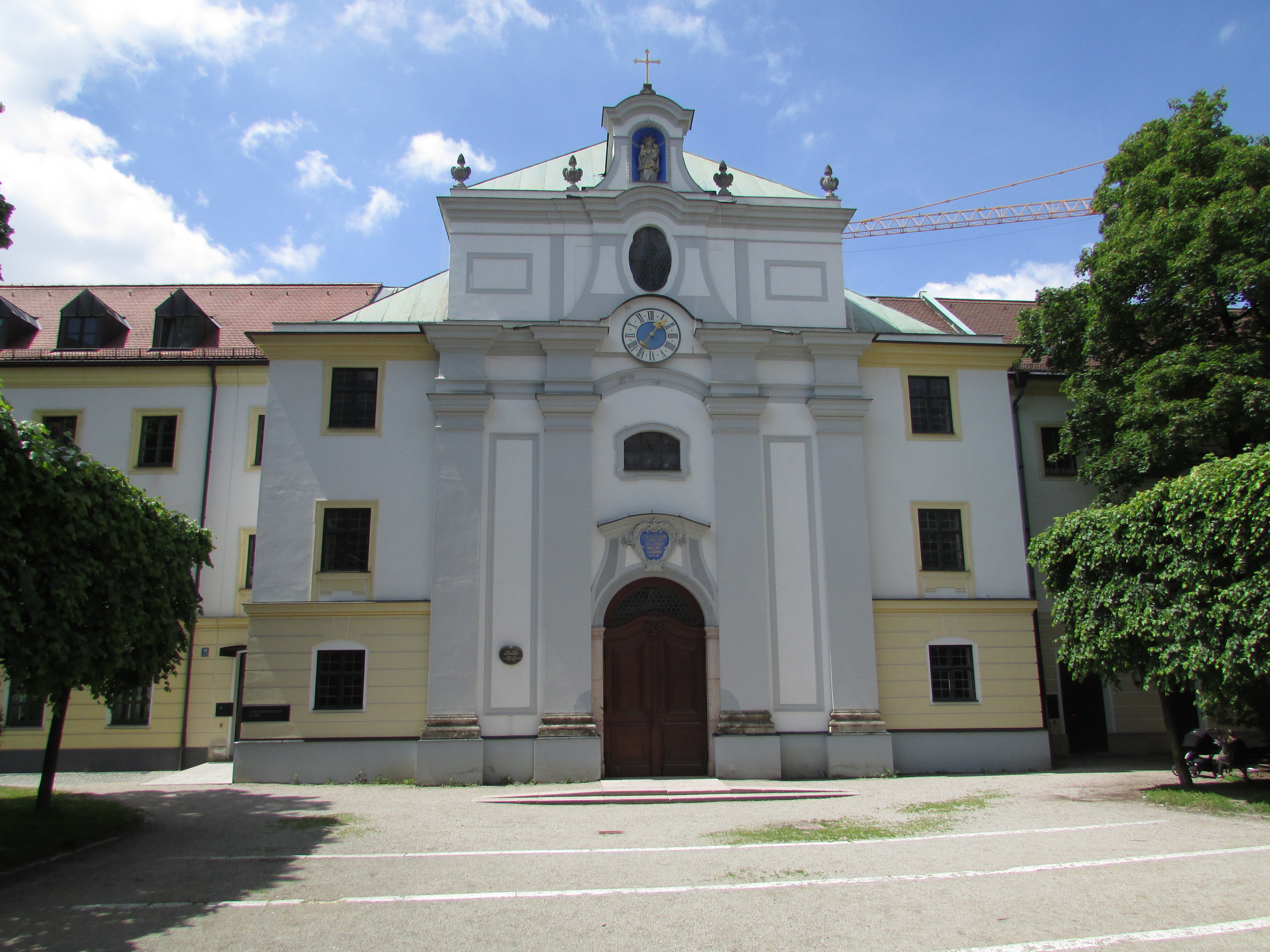
Kirche und Kloster St. Anna in München, seit 2010 Sitz der Leitung der Deutschen Franziskanerprovinz

Am 1. Juli 2010 fusionierten nach mehrjähriger Vorbereitung die vier deutschen Provinzen
- die Bayerische Franziskanerprovinz vom heiligen Antonius von Padua (Bavaria) mit Provinzialat in München,
- die Kölnische Franziskanerprovinz von den Heiligen Drei Königen (Colonia) mit Provinzialat in Düsseldorf,
- die Sächsische Franziskanerprovinz vom heiligen Kreuz (Saxonia) mit Provinzialat in Hannover und
- die Thüringische Franziskanerprovinz von der heiligen Elisabeth von Thüringen (Thuringia) mit Provinzialat in Fulda

Der Grund für die Fusion war der Wunsch, angesichts gesunkener Mitgliederzahlen in allen vier Provinzen Strukturen zu schaffen, um „die geringer werdenden Kräfte zu bündeln“, voneinander zu lernen und Handlungsspielräume zu gewinnen, um so „auch weiterhin angemessen auf die gesellschaftlichen Verhältnisse des 21. Jahrhunderts reagieren und die Botschaft Jesu Christi zeitgemäß in Worten und Taten verkündigen zu können“. Die Vereinigung geschah aus freiwilligem Entschluss der deutschen Provinzen. Es war „die erste freiwillige Fusion von autonomen Provinzen in der weltweiten Ordensgeschichte“, da frühere Vereinigungen immer auf Anordnung der Ordensleitung in Rom geschahen.
In der zweiten Hälfte des 20. Jahrhunderts hatten die Provinzen im deutschen Sprachraum die „Germanische Provinzialenkonferenz“ gegründet, die gemeinsame Fragen beriet und gemeinsame Unternehmungen vereinbarte, ohne die Eigenständigkeit der einzelnen Provinzen zu berühren; auch diente sie dazu, die Kontakte zu den anderen Zweigen der franziskanischen Familie zu fördern.
Die vier Provinzen hatten unterschiedlichen rechtlichen Status. Die Bavaria war eine Körperschaft des öffentlichen Rechts (KdöR), die drei anderen hatten als Rechtsträger einen eingetragenen Verein (e.V.) oder eine Gesellschaft mit beschränkter Haftung (GmbH). Man entschied sich, den steuerlich günstigeren Rechtsstatus der Bavaria auf die zu gründende Provinz zu übertragen.
Am 1. Juli 2010 fand in München ein Festakt zur Gründung der „Deutschen Franziskanerprovinz von der hl. Elisabeth GdöR“ statt, bei dem die bisherigen Provinzleitungen entpflichtet und die neue Provinzleitung per Dekret des Generalministers eingesetzt wurde. Wenig später fand in Ohrbeck unter Vorsitz des Generaldelegaten das erste Provinzkapitel der neuen Provinz statt. Sitz des Provinzials und der Provinzleitung ist das Kloster St. Anna in München.

### Weitere Franziskanerprovinzen in Deutschland
In Deutschland bestehen mehrere Niederlassungen anderer Ordensprovinzen der Franziskaner, nämlich der polnischen (Kloster Marienweiher, Kloster Gößweinstein, Bensheim, Amberg) und kroatischen Provinzen, die Konvente deutscher Provinzen und die Seelsorge dort übernahmen, außerdem Kloster Bardel von der nordbrasilianischen Provinz.

## Aufgaben und Einbindung in den Gesamtorden
Grundlegend für die franziskanische Spiritualität ist ein brüderliches Leben in einer evangeliumsgemäßen Lebensweise mit apostolischem, den Armen zugewandten Akzent. Die Aufgaben, die die Brüder übernehmen, erwachsen aus dieser Lebensweise und müssen mit ihr vereinbar sein. Daher sollen nach dem Willen des Franziskus Machtpositionen ausgeschlossen bleiben.

### Aufgaben
In Mitteleuropa haben die Franziskaner heute schwerpunktmäßig folgende Aufgaben übernommen:
- Pfarr- und Beichtseelsorge
- Wallfahrtsseelsorge und Betreuung von Wallfahrtsorten, darunter viele Marienwallfahrtsorte (1988: an 18 Orten)[143]
- Seelsorge für Klarissen, Franziskanerinnen und Mitglieder des Ordo Franciscanus Saecularis (bis 2012 Franziskanische Gemeinschaft)
- Kategoriale Seelsorge (Jugendseelsorge, Altenseelsorge, Krankenhausseelsorge, Gefängnisseelsorge, Militärseelsorge)
- Exerzitien, religiöse Erwachsenenbildung, Angebote für kirchlich Distanzierte
- Schulen (vor allem Gymnasien), Internate, Studentenheime
- Wissenschaft und Forschung
- Einsatz für Benachteiligte, Obdachlose, für Gerechtigkeit und Frieden.

Gegen Ende des 20. Jahrhunderts betreuten Franziskaner in Deutschland etwa 100 Pfarreien, und manche Klosterkirchen wurden gleichzeitig zu Pfarrkirchen. Dies bedeutet einerseits eine Einkommensquelle für die Provinz und eine Entlastung des Priestermangels der Diözesen. Andererseits achten die Brüder darauf, dass dieser Dienst als Fraternität im franziskanischen Geist ausgeübt wird und mit den spezifischen Anforderungen des gemeinschaftlichen Lebens eines Franziskaners vereinbar bleibt.

### Zeitschriften
Die Provinzen hatten provinzinterne Zeitschriften, nämlich Rhenania Franciscana (Colonia), Thuringia Franciscana (Thuringia), Vita Fratrum (Bavaria) und Vita Seraphica (Saxonia), außerdem verschiedene Zeitschriften für die Mitglieder des Dritten Ordens wie Bruder Franz oder Brüderlicher Dienst.
Heute erscheinen folgende Periodika:
- Wissenschaft und Weisheit. Franziskanische Studien zu Theologie, Philosophie und Geschichte, seit 1994 gemeinsam herausgegeben von der Kölnischen und der Sächsischen Franziskanerprovinz, seit 2010 herausgegeben von Theofried Baumeister OFM, Thomas Dienberg OFMCap und Johannes-Baptist Freyer OFM im Auftrag von Franziskanische Forschung e.V.; Vorgänger: Franziskanische Studien (1914–1994, Saxonia).
- Franziskaner. Magazin für franziskanische Kultur und Lebensart. Zeitschrift der Deutschen Franziskaner, hrsg. vom Provinzialat der Deutschen Franziskaner, München.
- TAUWETTER. Franziskanische Zeitschrift für Gerechtigkeit, Frieden und Bewahrung der Schöpfung. Redaktion: Peter Amendt ofm, Stefan Federbusch ofm, Markus Fuhrmann ofm, Jürgen Neitzert ofm (verantwortlich im Sinne des Presserechts), Köln (franziskaner.net).

### Vernetzung und internationale Leitungsämter
Die deutsche Ordensprovinz arbeitet auf der Ebene der mitteleuropäischen franziskanischen Konferenz COTAF (Conference of Trans Alpine Franciscans) mit den Franziskanerprovinzen in den Niederlanden, Belgien, Frankreich, Österreich, Südtirol, der Schweiz, Ungarn und Rumänien zusammen.
Dreimal war ein deutscher Franziskaner Generalminister des Franziskanerordens: Aloysius Lauer (Saxonia, 1897–1901, erster Generalminister des 1897 vereinigten Ordens, erster deutscher Generalminister), Dionysius Schuler (Thuringia, 1903–1911) und Hermann Schalück (Saxonia, 1991–1997). Seit September 2017 gehört der deutsche Franziskaner Bruder Jürgen Neitzert als Generaldefinitor der Leitung des Gesamtordens an. Von 1881 bis 1903 war Ignatius Jeiler (Saxonia) Studienpräfekt am Collegio di San Bonaventura, dem Ordensstudium des Franziskanerordens in Quaracchi bei Florenz, tätig, wo er maßgeblich an der kritischen Edition der Schriften des Franziskanertheologen Bonaventura mitarbeitete. Johannes-Baptist Freyer (Colonia) lehrte Theologiegeschichte und Franziskanische Theologie an der Päpstlichen Universität Antonianum in Rom und war von 2005 bis 2011 Rektor dieser Universität.

## Perspektive
Von den 350 Mitgliedern der deutschen Provinz waren 2015 rund 200 über 70 Jahre alt, davon 50 schwer pflegebedürftig. Das Provinzkapitel beschloss 2013, in den folgenden drei Jahren sechs Häuser aufzugeben. Der Konzentrationsprozess hat das Ziel, nicht nur zu „überleben“, sondern die verbleibenden Klostergemeinschaften in die Lage zu versetzen, franziskanische Spiritualität und Auftrag öffentlich zu leben. So werden auch neue Impulse gesetzt. 2010 wurde in Essen ein neuer Konvent mit vier Brüdern eröffnet, der im sozial schwachen Südostviertel neben Gemeindeseelsorge auch Sozialarbeit, Hilfen für Obdachlose und Migranten anbietet.
Vom 12. bis 14. Juni 2017 fand aus Anlass des 500. Jahrestages der Ordensteilung und des Reformationsgedenkens in Hofheim am Taunus ein gemeinsames Mattenkapitel mit 70 Brüdern der drei franziskanischen Männerorden in Deutschland statt, an dem auch die Provinziale der Deutschen Franziskanerprovinz, der Deutschen Kapuzinerprovinz und der Deutschen Minoritenprovinz teilnahmen. Man hielt eine künftige Wiedervereinigung der Ordenszweige der Minderbrüder für möglich und vereinbarte konkrete Schritte einer weiteren Annäherung.
Ab dem 14. August 2017 beteiligt sich die Deutsche Franziskanerprovinz an einem internationalen Noviziat, das von den Provinzen Irland, England, Holland, Deutschland und Litauen im irischen Killarney begründet wurde und in dem die Novizen gemeinsam ausgebildet werden.
Für die Förderung und Unterhaltung franziskanischer Bildungs-, Erziehungs- und Kultureinrichtungen besteht die 1985 von der Kölnischen Franziskanerprovinz gegründete „Franziskus-Stiftung. Jugendwerk der Franziskaner“. Sie hat ihren Sitz in Hürtgenwald-Vossenack.
2019 waren von knapp 260 Brüdern in Deutschland nur 16 unter 50 Jahre alt, zwei Drittel 70 Jahre und älter. Beim Provinzkapitel vom 18. bis 21. März 2019 in Vierzehnheiligen wurden zwölf Standorte benannt, die erhalten werden sollen, weil sie längerfristig den Schwerpunkt der künftiger Arbeit der Provinz bilden sollen. Dies sind Berlin-Pankow, Dortmund, Düsseldorf, Fulda, Hamburg, Hülfensberg, Mannheim, München, Paderborn, Vierzehnheiligen, Wangen und eines der beiden Bildungs- bzw. Exerzitienhäuser (Ohrbeck oder Hofheim). Zeitnah ist zur Konzentration der Kräfte an eine Auflösung von sieben Häusern gedacht, über den Fortbestand weiterer Klöster wird situativ entschieden.

## Andere Orden der franziskanischen Ordensfamilie in Deutschland
Erster Orden
- Minoriten (Konventualen): Provinz der Franziskaner-Minoriten in Deutschland St. Elisabeth mit 5 Klöstern, dazu 15 Klöster polnischer und zwei Klöster rumänischer Minoriten[154]
- Kapuziner: Deutsche Kapuzinerprovinz mit 10 Standorten in Deutschland und einem Kloster in den Niederlanden[155]

Zweiter Orden
- Klarissen: Föderation „Caritas Pirckheimer“ der deutschsprachigen Klarissen mit 6 Klöstern in Deutschland, in Brixen und Maria Enzersdorf[156]
- Kapuzinerinnen von der Ewigen Anbetung mit drei Klöstern

Gemeinschaften des regulierten dritten Ordens:
- zahlreiche Gemeinschaften der Franziskanerinnen
- Liebfrauenschwestern
- Elisabethinnen
- Franziskusbrüder
- Armen-Brüder des hl. Franziskus (Mutterhaus: Aachen)
- Franziskanerbrüder vom Heiligen Kreuz (Mutterhaus: Hausen (Wied))
- Missionsbrüder des heiligen Franziskus (Missionshaus Bug bei Bamberg)
- Kapuziner-Tertiaren (Amigonianer) in Köln und Gelsenkirchen

Die Äste der franziskanischen Ordensfamilie im deutschsprachigen Raum haben sich in der INFAG (Interfranziskanische Arbeitsgemeinschaft) organisiert und treten seit 2005 unter dem Logo clara.francesco (Ökumenisch-geschwisterliche Netzwerkinitiative franziskanischer Orden) etwa bei Kirchentagen, beim Weltjugendtag oder bei der Europäischen Ökumenischen Versammlung gemeinsam auf.